# 湊川神社

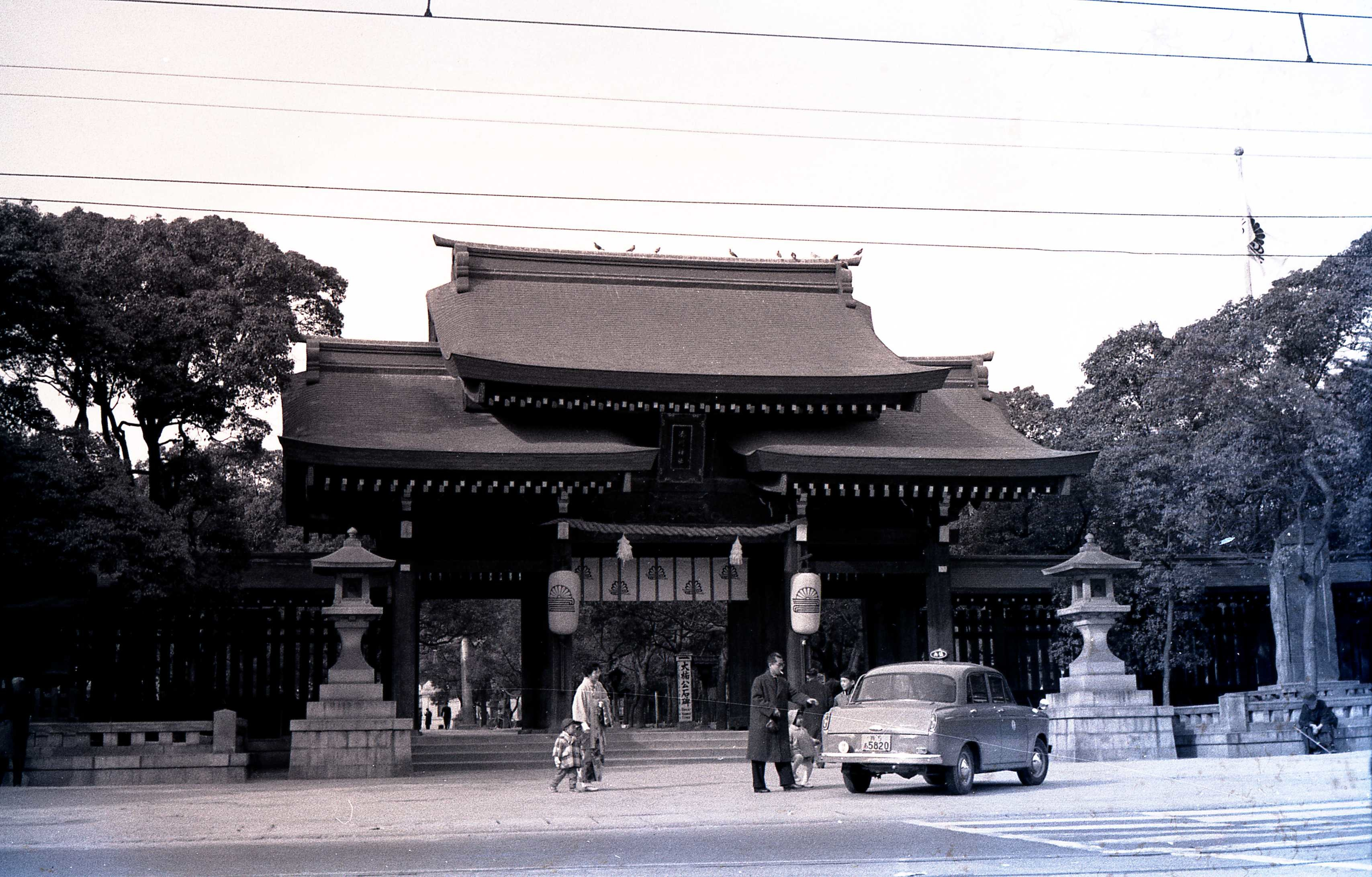
1961年（昭和36年）当時の湊川神社。市電の架線が見える。

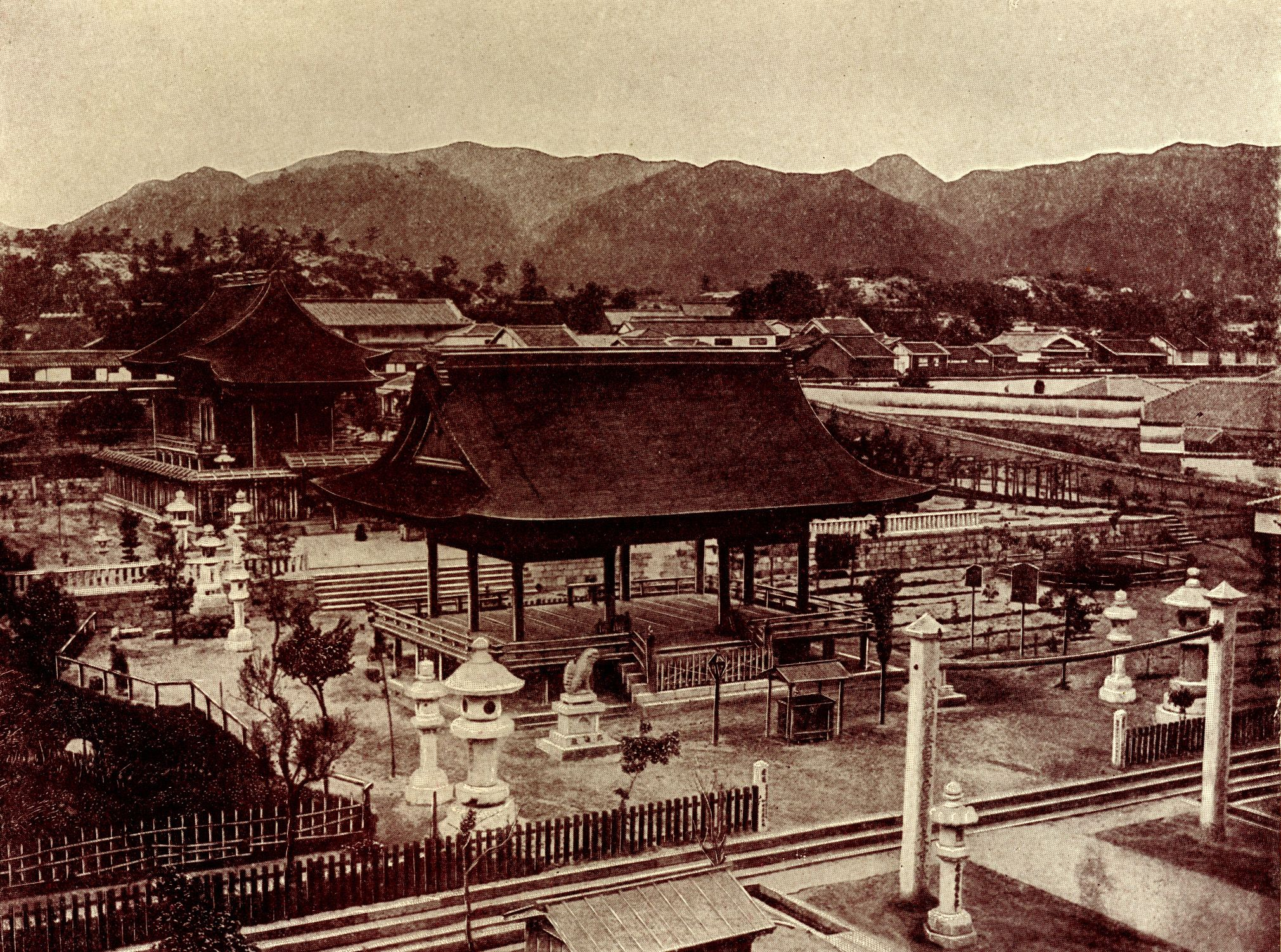
1902年（明治35年）

湊川神社（みなとがわじんじゃ）は、兵庫県神戸市中央区多聞通にある神社。祭神は楠木正成。地元では親しみを込めて「楠公（なんこう）さん」と呼ばれている。建武中興十五社の一社で、旧社格は別格官幣社で、現在は神社本庁の別表神社。

## 概要
楠木正成は、延元元年（1336年）5月25日、湊川の地で足利尊氏と戦い殉節した（湊川の戦い）。寛永20年（1643年）に尼崎藩主となった青山幸利は、領内に正成の戦死の地を比定し供養塔を立てた。幸利の自ら定めた墓所もこの周辺に存在する。元禄5年（1692年）になり徳川光圀が「嗚呼忠臣楠子之墓」と記した石碑を建立した（『広厳寺（楠寺）』項目も参照）。以来、水戸学者らによって楠木正成は理想の勤皇家として崇敬された。幕末には維新志士らによって祭祀されるようになり、彼らの熱烈な崇敬心は国家による楠社創建を求めるに至った。
慶応3年（1867年）に尾張藩主徳川慶勝により楠社創立の建白がなされ、1868年（明治元年）、それを受けて明治天皇は大楠公の忠義を後世に伝えるため、神社を創建するよう命じ、1869年（明治2年）、墓所・殉節地を含む7,232坪（現在約7,680坪）を境内地と定め、1872年（明治5年）5月24日、湊川神社が創建された。
境内には、楠公にゆかりのあるものを納めた宝物殿や能楽堂である神能殿や結婚式などのための楠公会館などがある。また兵庫県内の神社の事務を管轄する兵庫県神社庁の事務所がある。

## 祭神
- 主祭神：贈正一位橘朝臣（楠木）正成公
- 配祀神：
  - 贈従二位楠木正行卿
  - 贈正三位楠木正季卿

| - - 菊池武吉命 - 江田高次命 - 伊藤義知命 - 箕浦朝房命 - 岡田友治命 - 矢尾正春命 - 和田正隆命 - 神宮寺正師命 | - - 橋本正員命 - 冨田正武命 - 恵美正遠命 - 河原正次命 - 宇佐美正安命 - 三石行隆命 - 安西正光命 - 南江正忠命 |

- 本殿合祀：摂社甘南備神社（祭神：大楠公御夫人滋子刀自命）

（祭神名の表記は『湊川神社誌』による）
主祭神である楠木正成は、河内国に本拠地をおいたいわゆる武将で、1331年（元弘元年 / 元徳3年）に後醍醐天皇に応じて挙兵し、鎌倉幕府倒幕に貢献する。建武の新政後の足利尊氏の反乱において、九州から京都に向かう尊氏を摂津国湊川の地で迎え打ち、新田義貞らとともに戦うが、1336年（延元元年 / 建武3年）5月25日（新暦7月12日）に敗退し自刃する。大楠公と呼ばれる。
配祀神の楠木正行は主祭神・楠木正成の子息である。正成が大楠公と呼ばれるのに対して、楠木正行は小楠公と呼ばれる。正行は大楠公の死後も南朝側として戦い、河内の四條畷の戦いで破れて自刃。1890年（明治23年）4月には正行を主祭神とする四條畷神社が創建されている。
配祀神の楠木正季は主祭神・楠木正成の弟である。兄とともに湊川の戦で敗れる。『太平記』では、兄と刺し違えて死んだとされ、死に際に「七生滅敵」と誓ったと描かれている。
『太平記』では、正成正季の兄弟とともに一族16名も自刃したとしており、これら16柱の神霊も正季らと供に配祀されている。そのうち菊池武吉は菊池武時の七男で、菊池武重の弟である。兄とともに新田義貞の軍で戦っていたが、楠木正成らの自刃の場に居合わせたためにともに自刃したという。1924年（大正13年）3月17日、従三位が贈られている。

## 社名
「湊川神社」の社名は、鎮座地の地名である湊川に由来するものである。正成を祀る神社は一般に「楠社」とか「楠公社」と呼ばれていたので、｢湊川神社」の社名が決まるまでは、この神社も「楠社」と呼ばれていた。
社名の候補としては、「大楠霊神社」案と「南木神社」案と「湊川神社」案があった。「大楠霊神社（おおくすたまじんじゃ）」案は創建が公式に発表される前の1868年（明治元年）3月末に平田派国学者の矢野玄道が提案したもので、すぐに政府の内評を得ている。矢野玄道によると、近江国に「大楠神社」なる神社が既にあるので、それを真似てさらに「霊」の字を追加したという。「南木神社（なみきじんじゃ）」案は堺県知事小河一敏が1870年（明治3年）4月に提案したもので、やはり同名の神社が存在することによる。その神社の伝承に寄れば、この社号は後醍醐天皇の勅により与えられたものだとされている。当時としては天皇が定めたということは大きな意味を持つことであり、これによって小河知事は「南木神社」案を強く主張している。「湊川神社」案は、神祇官官吏の八木雕の提案によるもので、地名をつけることで覚えやすくなるだろうとしている。
以上の3つの案があったが、政府は八木の「湊川神社」案を採用した。八木案採用の理由は定かではないが、矢野玄道の「大楠霊神社」案が廃案になったのは、近代化する国家の動きに反して復古を唱える平田派が同時期に維新政府内より排除されたことと関連があると思われる。あるいは国家の創建によるものなので、他の正成を祀る神社と同様の名前を付けず、差異を出そうとしたのかもしれない。湊川神社に続いて建てられた人物顕彰神社の多くも地名を社名につけるこの例を踏襲することとなる。

## 歴史
幕末、維新志士たちは、武家政権を倒し天皇親政を実現しようとした南朝の忠臣らを自らに重ね、彼らを理想とした。特に楠木正成はその忠臣の筆頭に挙げられ、多くの維新志士が彼の崇拝者となり、その祭祀を行った。明治維新の意義は、公的には神武創業に回帰するという意味が岩倉具視らの強い主張により与えられたが、実際の倒幕運動は神武創業というよりはむしろ建武の新政を理想として行われたものであった。それは江戸時代に儒学の興隆によって興った南朝正統論に起源するものである。
明治維新が実現すると、楠木正成は、皇室に忠義を尽くした第一の功臣として明治天皇により顕彰され、神社が建てられることとなった。神社の創建には薩摩藩、尾張藩、水戸藩などが主導権を争ったが、最終的に神社は国家が祀るものとして、政府が主導して建てられた。
湊川神社の創建は、これに続く南朝関連の人物を祀る神社創建の嚆矢となり、別格官幣社に代表される、功績のあった人物を神社に祀る風習のさきがけとなるなど、近代神社史上、無視できない重要な位置を占めることとなる。
また、『太平記』に記される楠木正成・正季兄弟自害の逸話に基づく「七生」は後代に「報国」の意味が加わり「七生報国」となり、戦時中のスローガンとなった。戦災で社殿を焼失したが、戦後復興している。

### 創建前史

#### 楠公の墓
現在の社地に楠木正成を祀る施設を設け、祭祀を行うという意味では、徳川光圀の楠木正成墓碑の建立が現在の湊川神社の起源といえる。ただ光圀の建碑にいたるまでにも、紆余曲折があった。
楠木正成の墓所が記録に現れるのは、豊臣秀吉の時代である。文禄年間の片桐且元による検地の記録に田の中に東西四間南北六間二十四坪の除地（免税地）として楠木正成の墓所がみえている。それ以前に、この墓所に関する記録は無く、首級は家族に返却され、河内の観心寺（現大阪府河内長野市）に葬られたとされる。
江戸時代になって、その墓所の地は尼崎藩の管轄となった。尼崎藩青山家の2代青山幸利の時代になって、墓所にはようやく五輪塔が建てられた。青山幸利は、正保3年（1646年）になって初めて領地に着いて、藩下の八部郡坂本村に埋塚なるものがあることを知った。調査したところ、楠木正成の墓だということが判明したので、その塚に梅の木と松の木を植えて、小さな五輪塔を建てて供養したという。青山幸利の家臣には鵜飼石斎という南朝正統論の儒学者がおり、その影響を受けたものかもしれない。
筑前福岡藩の学者貝原益軒は、寛文4年（1664年）京都からの帰りに兵庫の福岡藩の本陣であった絵屋右近衛門の宿に偶然泊まったとき、楠木正成の墓に参拝した。しかし、田の中に梅と松の木があるのみで、いまだ碑石も建てられていない荒れた状態に驚嘆している。そこで益軒は自ら建碑することを思い立った。その場で碑文を撰して、これを石に彫って碑を建てるように絵屋右近衛門に頼んだ。しかし、福岡に帰ってからのち思い直して、中止することとなった。楠公の建碑は自分のような卑賤の者のするところではないし、自分の藩地でない他地に建碑するのは僭越であるというのがその理由だった。
ただ奇妙なのは貝原益軒の記録（『楠公墓記』）には青山幸利が建てた五輪塔のことは現れず、また延宝7年（1679年）に水戸の学者今井弘済が訪れたときの記録にも、五輪塔のことは触れられていない。しかし、確かに延宝2年（1674年）の諏訪兼郷の記録には5尺に満たない石塔があったと書かれ、延宝8年（1680年）の『福原鬢鏡』には楠公墓の挿絵として五輪塔が書かれている。考えられるのは、貝原益軒が訪れたときにも五輪塔はあったのだが、おそらく五輪塔に供養対象者の銘が無く、誰を供養するためのものかはっきりとしなかったのだろう。
「水戸黄門」として知られる徳川光圀は、若い頃に『史記』伯夷伝を読んで衝撃的な感銘を受け、人の心をうつのは史書しかないと思い、日本の史書編纂を志す。明暦3年（1657年）、江戸駒込の藩邸に史書編纂所（のちの彰考館）を設置し、『大日本史』の編纂に着手した。儒学に基づく尊皇思想と史書編纂の考証を通して、室町幕府が擁立した北朝ではなく、吉野などを拠点とした南朝を皇統の正統とする史論に至った。当然それは南朝側武将への顕彰に繋がり、『太平記』によって英雄化された楠木正成はその一番の忠臣として挙げられた。
こうして、光圀は楠木正成の顕彰のための建碑を思いついたのである。
この墓碑創建には、立案者であり、出資者である光圀のほかに、重要な役割を果たす2人の人物がいる。一人は光圀の家臣、広く「助さん」として知られる佐々介三郎宗淳であり、もう一人は廣嚴寺の僧侶の千巖である。光圀の墓碑建立は実はこの2人の出会いにより、実現への運びをみるのである。
佐々宗淳（佐々十竹）は、もと京都妙心寺の僧侶で還俗したのち、延宝年間（1673年 - 1681年）に史臣として水戸藩に仕えることとなった。佐々宗淳は楠木正成墓碑建立の実務を総括することとなる。
楠木正成の墓の近くには廣嚴寺という、湊川神社創建まで長らく楠公墓を管理してきた臨済宗の寺院がある。かつては大伽藍を誇り、正成が自害したのも、廣嚴寺境内にあった無為庵という堂であったという。湊川の戦いで廣嚴寺は焼亡し、荒れ果てたという。千巖はその中興の祖で諱を宗般といい、大和の達磨寺・伊勢の宝光院を経て、延宝2年（1674年）に廣嚴寺に来た。千巖が廣嚴寺に来たときには、廣嚴寺は荒廃しており、千巖はこの復興に尽力する。
徳川光圀は延宝8年（1680年）春より、南朝正統論を裏付ける史料を手に入れるため、史臣たちに全国を探索させた。貞享2年（1685年）、宗淳は楠公戦没の地の廣嚴寺を訪れた。ここで宗淳は千巖と会ったのである。ここで宗淳は徳川光圀に建碑の意向があることを伝えたと思われ、千巖もそれを強く請願したと思われる。
その5年後の元禄3年（1690年）12月17日に千巖は水戸藩士鵜飼練斎に宛てて建碑の催促の書簡を送っている。この間、水戸藩と廣嚴寺がどの程度連絡を取っていたのかは分からないが、5年経っても一向に建碑の動きがないので、しびれをきらしたのだろう。
千巖が送った先の催促の返信は元禄4年（1691年）2月23日に来た。再び鵜飼練斎に書簡を送り、同年3月23日に建碑することが決まったことを伝える知らせが届いた。これを受けて千巖は同年6月1日に建碑のことを尼崎藩主青山幸督に郡代を通して報告した。
元禄3年（1690年）10月に徳川光圀は幕府から致仕することを許され、ようやく楠公の建碑に取り掛かることが出来た。
元禄4年（1691年）3月23日に、千巖に建碑を行う旨を伝え、元禄5年（1692年）4月23日、光圀は佐々宗淳に建碑を統轄実行することを命じた。
建碑を任された佐々宗淳は同年6月2日に廣嚴寺に到着した。まず基礎となる石壇造営にかかった。宗淳は同月3日、摂津住吉から石工の権三郎を招き、寸法の詳細を伝え、地震にも耐えられるように隙間無く作るように命じた。千巖は数度住吉まで石の色などを見に行っている。石壇を建てる下準備として敷地を広げるために同年5月に青山幸利の植えた梅松を切った。このうち、梅の木は廣嚴寺に植え替えられ、現在も同寺に存在するという。7月19日、住吉の石工たちが来て基礎の石壇の作業を始めた。青山幸利の建てた五輪塔は地中に埋められた。石工35人は作業小屋を立てて作業を続け、8月6日に2段からなる基礎石壇が完成した。
次に本体である碑石の建立に取り掛かった。碑石は下部の亀の形をした白川石製の部分と和泉石製の板状の碑石からなる。これらは京都で作られ、8月10日、佐々宗淳が京都の石工5人と共に運んできた。12日、石碑を基礎の上に設置し、下部の亀石の下に霊鏡を安置した。霊鏡は直径4寸8分（15cm弱）で裏には「忠臣橘姓楠氏諱正成之霊 元禄五年壬申某月某日 源朝臣光圀謹修墓碑」と鋳られている。この鏡は田中伊賀という者が作り、それを納める黒塗の箱は塗師の五兵衛という者が作った。それを白木の箱に納めて、基礎の石と亀石の間に納められた。13日に佐々宗淳は石工とともに京都に帰っていった。8月17日より碑の廻りに猪垣で囲み、10月9日に基本的な工事は終了した。10月2日には光圀より供養料が廣嚴寺に届き、それによって千巖は僧を雇い、斎会をした。10月22日に千巖は京都の水戸藩邸に赴き、佐々宗淳らに会い、建碑の礼状を渡した。
続いて碑石に文を刻む作業を始めた。建碑が始まって時点では碑文は決まっていなかったが、10月頃に光圀の命で朱舜水の賛を刻むことに決まった。光圀の命では、適当な書師が見つからなければ、佐々宗淳の筆でもよいとしているが、宗淳は京都で岡村元春という者を見つけた。11月19日に京都の岡村元春と石工6人が来て、元春が朱舜水の賛を碑石に写した。11月22日に碑文の陰刻を終えて、建碑は完了した。この建碑にかかった費用は金183両3分と銀8匁3分8厘であった。
碑の表には「嗚呼忠臣楠子之墓」と光圀の文字で彫られている。孔子が呉の季札の墓に刻んだ「嗚呼有呉延陵季子之墓」というのを参考に「忠臣」の文字を加えて光圀が自ら撰した。季札は、春秋時代の呉の王族。国の使いで徐国を通り過ぎたとき、徐の君が季札の剣を欲した。使いの途中なので、帰りに与えようとしたが、再び訪れたときには既に徐の君は死んでいた。そのため、剣をその墓前に捧げて帰ったという。光圀は、この忠節の美談を楠木正成を重ねたのだろう。
裏の碑文は前述の通り、朱舜水の文である。朱舜水は明の遺臣で万治2年（1659年）に日本に亡命し、水戸藩が抱えていた儒学者である。建碑の10年前の天和2年（1682年）に既に没している。この刻まれた文は生前の寛文10年（1670年）に描かれた狩野探幽の絵の賛として選された文であった。加賀藩主前田綱紀の依頼によって描かれたその絵は『太閤記』に有名な楠木正成正行親子の桜井駅での別れの場面を描いたものである。同文は『舜水先生文集』に収められ、同書より碑文として選ばれたことが誤字（もしくはその後の推敲）から分かる。実際の賛には「之死靡佗、卒之以身許国」とあった部分が、同書では「卒之以身許国、之死靡佗」とあり、碑文でも同様になっているのである。
忠孝著于天下日月麗乎天天地無日月則晦蒙否塞人心廃忠孝則乱賊相尋乾坤反覆余聞楠公諱正成者忠勇節烈国士無双蒐其行事不可概見大抵公之用兵審強弱之勢於幾先決成敗之機於呼吸知人善任体士推誠是以謀無不中而戦無不克誓心天地金石不渝不為利回不為害■故能興復王室還於旧都諺云前門拒狼後門進虎廟謨不臧元兇接踵搆殺国儲傾移鐘■功垂成而震主策雖善而弗庸自古未有元帥妬前庸臣専断而大将能立功於外者卒之以身許国之死靡佗観其臨終訓子従容就義託孤寄命言不及私自非精忠貫日能如是整而暇乎父子兄弟世々忠貞節孝萃乎一門盛矣哉至今王公大人以及里巷之士交口而誦説之不衰其必有大過人者惜乎載筆者無所考信不能発掲其盛美大徳耳
右故河摂泉三州守贈正三位近衛中将楠公賛明徴士舜水朱之瑜字魯■之所選勤代碑文以垂不朽
次いで元禄8年（1695年）に、建碑とこれまでの楠公墓維持の功績に報い、これからの楠公碑の維持管理のためとして廣嚴寺の堂宇を造営した。同時に楠公墓碑が烏などによって汚されるのを恐れて、碑を覆う堂を建てている。同年5月24日頃より作業を始め、11月25日に落成供養を行っている。これらにかかった費用は実に1500両となる。
その後、尼崎藩では宝暦元年（1751年）尼崎藩主松平忠名が燈籠を寄進する。その後、松平忠興まで代々の藩主が寄進している。
また宝暦9年（1759年）、楠木正成の末裔と称する江戸の楠伝四郎なる者が、西国街道から墓に至る参道を作っている。楠伝四郎は付近の土地を買い上げ、廣嚴寺に寄進し、参道としたのである。その参道の規模は長さ65間（約110m）、幅2間（約3.6m）だったという。
文化10年（1813年）には、地元の大庄屋の平野本治という者が周辺の土地を買い上げて墓域を拡張した。平野本治は300坪を寄進し、周辺の有志・廣嚴寺からも寄進され、340坪となった。本治はまた松の木を自分の山より何本か植え替えて、墓域を整えた。
こうして、光圀の建碑の後も度々整備され、楠公墓所は正成を崇拝する者たちの聖地となり、のちの湊川神社創建の基盤となることになったのである。

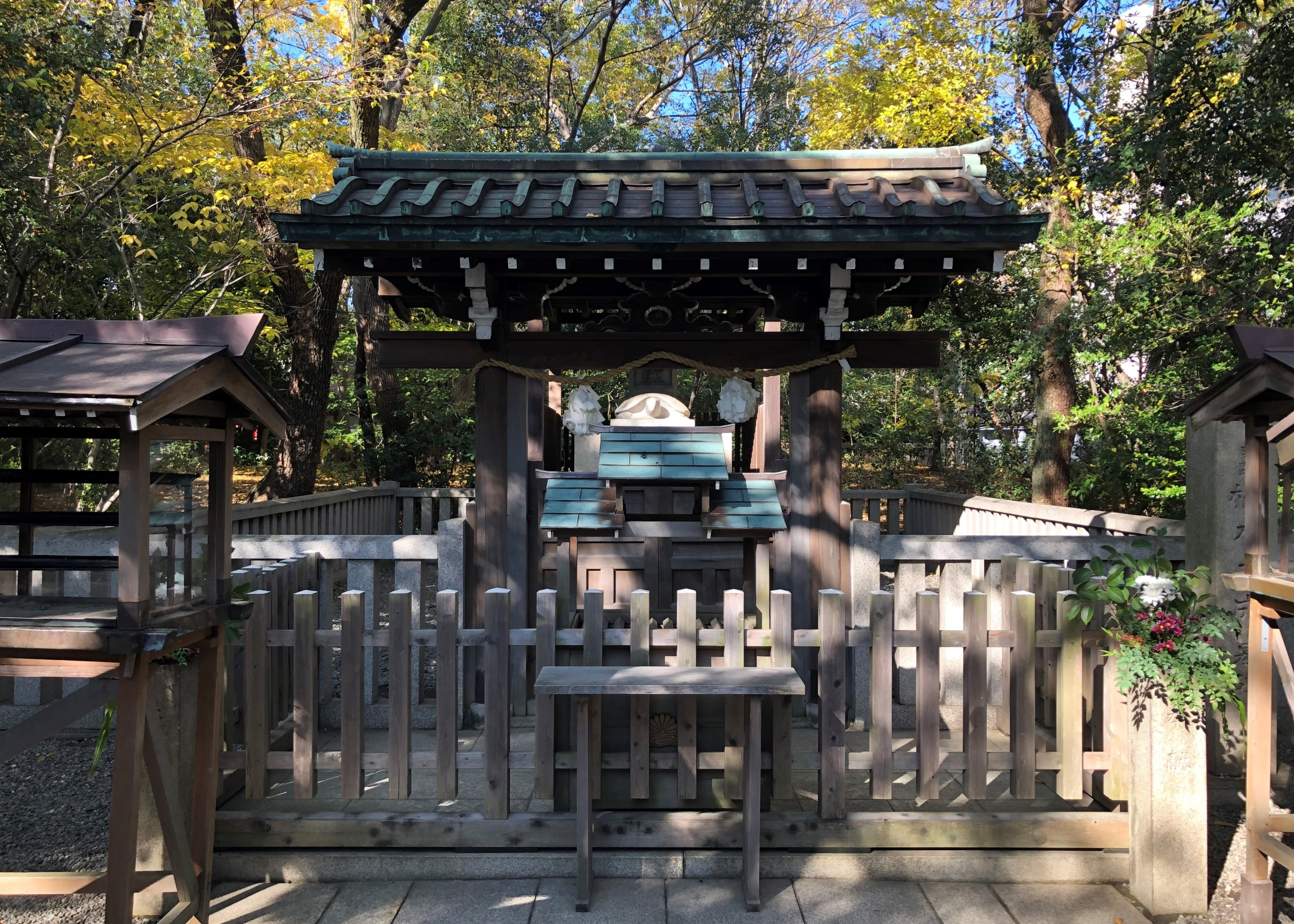
徳川光圀による楠公墓碑

#### 楠公の祭祀
享保20年（1735年）3月21日、墓前では、楠公400年祭が行われ、天保6年（1835年）には墓前で500年祭が有志により行われている。このように光圀による墓碑建立以来、墓前では祭祀が行われるが、江戸時代後期になると、広く勤皇家の間で墓前とは限らない正成への祭祀が行われるようになる。
現在の湊川神社に繋がると思われる正成の国家による祭祀を提案したのは、会沢正志斎の『新論』『草偃和言』だろう。会沢正志斎は水戸藩の儒学者である。尊皇攘夷を唱え、中でも『新論』は維新志士たちの思想的根拠となり、討幕運動に大きな影響を与えたことでも有名である。
『新論』は文政8年（1825年）に書かれた政論書である。当初、水戸藩主徳川斉脩に献じられたが、斉脩は幕府を恐れて公表を禁じた。しかし、写本として広がることとなり、その思想は尊皇攘夷論とともに維新志士たちに広まっていった。
この『新論』下の「長計」の章で会沢正志斎は、国家に功績のあった諸王・諸臣を神として祀るべきだと主張している。古代の日本では、大鳥神社・宇都宮二荒山神社・鹿島神宮・香取神宮・春日大社・北野天満宮のように国家に功績のあった人物を神として祀っていたとし、しかし、現実にはそうした祭祀も行われなくなり遺憾であるとしている。この祭祀を復興して、忠孝心・敬祖心を起こし、神徳奉斎の念・敬神の念を生じさせれば、民衆もそれに感化されていくだろう、という。史実に即すると、これらの神社に対する会沢の理解は必ずしも妥当なものとはいえないが、この頃の儒学者の神社観が垣間見える。
この後の天保5年（1834年）秋に書かれた『草偃和言』では、年中行事を列挙し国民が祀るべき祭日を挙げて、その意義を解説している。『新論』での思想を受け継いで、祀るべき人物の祭祀を具体的に挙げている。古代の国家祭祀や釈奠とともに東照宮（徳川家康：2月12日・4月17日）・菅公（菅原道真：2月25日）・大織冠（藤原鎌足：10月16日）・天智天皇（12月3日）・義公（徳川光圀：12月6日）を挙げ、そして、5月25日には楠贈中将を挙げている。
次いで創建に直接の影響を与えたと思われるのは真木保臣（真木和泉）の『経緯愚説』である。久留米の水天宮の祠官であった真木保臣は、『絵本楠公記』を読んで少年のときより正成を深く敬慕し、今楠公とも呼ばれたほどの正成崇拝者であった。天保12年（1841年）に真木は、水戸で学んだ木村三郎が久留米に持ち帰った会沢正志斎の『新論』を読み、感銘を受け天保15年 / 弘化元年（1844年）7月に水戸へ遊学して会沢正志斎に面談した。水戸に向かう途中には楠公墓に参拝している。
真木保臣の正成への崇敬心は確固たるもので、いつから始めたかは定かではないが、彼は毎年正成の命日には楠公祭祀（楠公祭）を行っていた。史料で確認できる最初の事例は弘化4年（1847年）であるから、それ以前より行っていたのだろう。幽閉の身になっても、吐血するほどの不調のときでも、欠かさずに楠公祭を行っており、その崇敬の度合いを知ることができる。
真木保臣は会沢正志斎の思想を受け継ぎ、安政6年（1859年）5月に書かれた『経緯愚説』の「緯」の章で「古来の忠臣義士に神号を賜ひ、或贈官位、或其孫裔を禄する事」という一条を掲げている。
それによると、過去、外征に功績のあった崇神天皇、応神天皇、神功皇后の山陵に奉幣し、武内宿禰には神号を賜いて神社を建て、外寇と戦った藤原隆家、北条時宗、河野通有、菊池武房や、南北朝時代の義士である楠木正成、足助重範などに官位を贈り、墓がある場合は勅使を送って、このたびの攘夷に助力することを請う宣命を賜うのがよい。その子孫には、士族の場合は召してそのことを命じ、庶民に落ちてしまっている場合は士に召すか、恩賞を与えるかするとよいだろう、としている。
同書は参議野宮定功を通じて朝廷に献じられ、朝廷内部にも正成崇拝を広げる一助となったと思われる。
文久2年（1862年）、真木保臣は、寺田屋事件に関わる。真木保臣はこの年大坂で行った楠公祭において、寺田屋事件で斬殺された有馬新七・田中謙助・柴山愛次郎・橋口壮介・西田直五郎・弟子丸龍助・森山新五左衛門・橋口伝蔵ら8柱の霊を慰霊のために正成とともに祭っている。後述するように有馬新七も真木保臣と同じく正成崇拝者であったことが知られ、万延元年（1860年）には薩摩に楠社を建てている。まさしく、有馬新七は楠木正成と同様に勤皇のために戦死したのであり、楠公祭において楠木正成に続く勤皇殉難者という位置付けで、祭祀されたのである。楠木正成を崇拝・祭祀した有馬は、正成のように殉国し、彼を祭った真木保臣ものちの禁門の変で自刃し殉国するわけだが、同じ目的に向かう者として祭る側が祭られる側を理想とし、その目的の実現に祭神人物の力を借れるように願い、ときには祭神のように殉難することも厭わないと誓うという、この思想は靖国神社に受け継がれるのである。
翌文久3年（1863年）、八月十八日の政変によって三条実美を始めとする三条西季知、東久世通禧、澤宣嘉、四条隆謌、錦小路頼徳、壬生基修の七卿は京都を追われて、長州に向かう。三条実美らは、長州へ逃れる際に湊川の楠公墓碑を参拝しており、朝廷内部にも楠公崇拝が広まっていたことが分かる。
長州逃避後の元治元年（1864年）5月25日には、周防の湯田の旅舎で、楠公祭を行っている。七卿落ちには長州藩に接近していた真木保臣も同行しており、この楠公祭にも参加している。もしくは真木が楠公祭を提案したのかもしれない。慶応2年（1866年）とその翌年の楠公祭は大宰府で行った。七卿の一人である東久世通禧はのちに湊川神社創建に関与することとなる。
真木保臣の影響を受けてか、元治元年（1864年）には長州藩でも楠公祭を行っている。長州藩主毛利敬親は明倫館を祭場として楠公祭を行った。注目されるのは、このとき、真木の大坂での楠公祭と同様に藩に殉じた村田清風・吉田松陰・来原良蔵など17柱もあわせて祀っていることである。慶応元年（1865年）5月14日には佐甲但馬が楠公祭には殉難者を従祀することを上申。この上申に基づいて、その後、1869年（明治2年）に至るまで毎年長州藩では楠公祭に合わせて殉難者を祀るようになる。長州藩は殉難者の祭祀を早くから始めている。
ほかの各藩の楠公祭を見て行くと、石見の津和野藩では、慶応3年（1867年）に初めて楠公祭を行った。藩主亀井茲監は養老館を祭場として、正成を始めとする元弘・建武に殉節した忠臣を祭った。1869年（明治2年）にはそれらの神霊を養老館の鎮守として鎮座させた。津和野藩は直接湊川神社創建には関わりないが、藩主亀井茲視と藩士福羽美静は、維新後、神祇官の要職についており、楠公祭の形式などに影響を及ぼしている可能性は高い。
佐賀藩では深江信渓が楠公親子決別の像を作り、早く寛文3年（1663年）に佐賀郡北原村の永明寺に祀ったと言われている。それを文化13年（1816年）に高伝寺梅林庵に移したという。嘉永3年（1850年）、枝吉神陽、相良宗左衛門、島義勇、大木喬任らが政治結社楠公義祭同盟を結成し、梅林庵で楠公祭を毎年行った。これを知った家老鍋島安房は安政元年（1854年）には藩の鎮守竜造寺八幡宮の末社のひとつを取り払い、楠公社に改めた。
万延元年（1860年）2月には、前述したように薩摩藩で有馬新七が町田久成と協議して、町田家が安永6年（1777年）より祭祀していたと伝える楠公小祠を町田家の領地である石谷村（現在の鹿児島市石谷町）へ移して、改めて小祠を立てた。この楠公社の鎮座式には大久保利通、岩下佐次右衛門、伊地知正治、有村治左衛門などが参列している。岩下方平（岩下佐次右衛門）はのちに湊川神社創建に関わる人物である。この楠公社は明治になって西郷隆盛が鹿児島の軍務局に遷座したが、廃藩置県による軍務局廃止後は西郷の私学校に祀られた。1876年（明治9年）に至って、辺見十郎太の請願により宮之城に移されて、現存している。
尾張藩では文久2年（1862年）、国学者植松茂岳が藩許を得て、洲崎神社境内に楠公、物部守屋、和気清麻呂を祀る三霊神社を立てている。その後、名古屋の富士浅間神社（現：名古屋市中区大須2-17）の境内に移されている。また、慶応元年（1865年）9月に丹羽佐一郎が私祀していた楠社を藩許を得て、名古屋の神明社（現：名古屋市東区徳川2）に遷座し境内社に祀った。慶応3年（1867年）、子の丹羽賢、田中不二麿、国枝松宇が社殿改築している。

### 創建史

#### 薩摩藩の楠社創建計画
国家として楠木正成を祭祀する神社を創建するべきだと最初に建白したのは薩摩藩であった。藩士折田要蔵（折田年秀）が楠社創建をその主張を始めたのだった。折田要蔵は昌平坂学問所や藤田東湖の塾で学び、正成崇拝の思想も水戸学の影響を強く受けたとみられる。文久3年（1863年）、島津久光に付き添って、上京したおりの11月15日に建白を行っている。
近年異国船屡近海ニ出没シ、漸ク国家多難ノ形ニ付テハ、楠正成ノ祠廟ヲ建設シ、尊王護国ノ祈念ヲ凝ラシ申度候、抑正成ヲ初メ、五十余年ノ久シキ楠氏一門ノ肝脳ヲ砕キ、皇室ノ艱難ニ塗ラス、天下蓋世ノ烈忠節義、其霊魂ヲ廟祠セサルハ欠典ト奉存候、苟モ朝儀ニ法り、之レヲ永世ノ祀典ニ列シ、御旌表於被為在ハ、海内ノ志士仁人ヲ激発シ、臣子世教ノ一助ニ可相成儀ト奉存候問、此段建白仕候、以上。
　文久二年辛酉十一月十五日　　　　　　　　　　　　　　　　　　折田要蔵
国家の多難の情勢なので、楠公社を建て、尊王護国を祈念することを主張している。50年間余り、皇室に忠義を尽くした楠公が祀られていないというのは、礼典が欠けているとしている。もし祀られれば、志士たちを「激発」させる一助になるだろうとしている。折田要蔵はのちに湊川神社初代宮司となり、半生を湊川神社に尽くすこととなる。
なお文面には文久2年（1862年）とあるが森田康之助によると、文久3年（1863年）の誤りであるという。文久2年の干支は壬戌であり、辛酉ではない。また辛酉は文久元年である。両方とも誤りで、本人の記憶違いにより記録されてしまったと推測している。
この建白を受けて、元治元年（1864年）2月9日、島津久光は薩摩藩京都留守居役の内田仲之助を通して摂津国八部郡に南朝の忠臣らを合祀した神社を建てる事を建白する。
近来海外之夷艦屡神州へ致到来、国事多事、実ニ不容易の形勢ト奉存候。然は此度摂津国八部郡造立一社、奉始二品兵部卿護良親王、贈正三位左近衛中将橘正成、一品准后源親房卿其他元弘延元之際、勤王尽力殉国難候輩之忠魂を、謹て崇記仕、凝護国討夷之大願申度奉存候。依之彼地へ神社造立被仰付度奉願候様申付候間。此段申上候、以上。
　　　　　　　　　　　　　　　　　　　　　　　　　　　島津大隅守内
　二月　　　　　　　　　　　　　　　　　　　　　　　　　　　　 内田仲之助
護良親王、楠木正成を始め、北畠親房などの功臣を合祀して一つの神社に祀り、攘夷を実現することを祈願したいとしている。さきの折田の建白と異なるのは、正成だけでなく、南朝忠臣を合祀する神社を計画してるところである。正成に限らず南朝功臣を広く顕彰する向きは、既に一般的になってきていたのである。また社地に関して折田の建白だと場所は指定されていなかったが、この建白では摂津国八部郡と楠公墓のあるところを選んでいる。
朝廷は即日この建白を聴許した。
しかし、藩と朝廷が直接結び付こうとするのを幕府が見過ごすわけは無かった。幕府は、その勢い、次第に衰えていっているとはいえ、依然として権威を持つ存在だった。幕府は薩摩藩に対抗して、幕府として楠社を創建することを計画した。ただやはり幕府としても一度勅許されたものを覆すまでのことは出来なかった。幕府はしぶしぶ薩摩藩の楠社創建を認め、4月7日に大坂城代に社地を薩摩藩に与えることを命じた。
それを受けて、6月5日に西郷隆盛、薩摩藩大阪留守居役木場伝内や伊地知正治・吉井幸輔とともに社地を検分している。現存している史料からでは、薩摩藩が意図した明確な社地の位置を特定することができず、どの程度現在地と重なっているのかは分からない。ただ幕末には楠公墓は尊王家たちの聖地となっており、摂津国八部郡と近隣の地域を指定しておきながら、楠公墓から離れて建てるのは不自然で、楠公墓周辺に設定したとするのが自然だろう。木場伝内が中心として、木材の買い付けなどにあたり、創建の準備は次第に整っていった。社地の設定も概ね完了する一方、京都を中心とする近畿圏の社会情勢が緊迫してきた。西郷たちが社地を検分した6月5日には池田屋事件が起こって、長州藩は朝廷に対し、攘夷決行を国策として行うように主張して兵を京に進めており、緊張は急激に高まっていた。そして7月19日に禁門の変が起こり、薩摩藩は長州藩との戦闘状態となり、神社創建に関わっている場合ではなくなってしまった。こうして、楠社創建は一時中断する。

#### 尾張藩の楠社創建計画
慶応3年（1867年）10月14日、将軍徳川慶喜は大政奉還を願い出た。朝廷は翌日これを認め、24日には慶喜は将軍辞職を願い出ている。こうして、次第に新政権の確立が見えてくる中で、今度は尾張藩から楠社創建の建白が出された。先述したように、尾張藩内では既に楠社が数社創建されており、その楠公崇拝の気風は強かったものと思われる。在京していた藩主徳川慶勝は同年11月8日に次の建白をしている。
謹而奉上言候、方今　皇道一新之初、群賢輻輳之砌、臣慶勝闇劣駑鈍之性、謝罪脩省之余を以、彼是子細奉建言候仕、誠に以恐懼戦慄之至に奉存候得共、鄙懐之一事難忍黙止敢而奉汚　天聴候、臣慶勝誠恐誠惶、頓首頓首、臣慶勝窃に思惟仕候に、培養能根柢に至れば枝幹自ら栄に向ひ、恩恤深泉骸に及べば人心随て和を感ず。是必然之理と奉存候。謹而古典を考候に、労を以て国を定むる者は祀る、死を以て事を勤る者は祀る共相見え申候。先臣楠正成一門之者共、忠節を　皇家に尽し、武功を古今に顕し、其終一死を以て殉国候段、誠に以臣子之亀鑑、祀典に被列相当之者と奉存候。然るに未御旌表之御沙汰も不奉伺、遺憾奉存候。何卒新に神号を降賜り、祀典に被列、皇都之内可然地を相し、一社御建立被為在候様仕度、且又近古以来国事之為に身を亡し、未御収恤を不蒙者、其数不少、一念爰に及ぶことに測憺悽愴之至に不堪奉存候。是等の幽魂托する処なく、自然天地の和気を破候より、邦内之不静謐引出候儀共奉存候間、仰願くは此者共之精霊をも被慰、合祀して一之摂社と存し、右楠社境内に安置被為在候様仕度奉存候。左候得ば特一時之　御盛典のみならず、万載洪基之　御守とも相成、且は敵愾仗義之風尚ふも乍左、感発作興之一助とも可相成、是賎位多年の宿願に付、伏而奉上言候。万一愚者之一元、御聖択をも奉蒙候はゞ、感恩之至に不堪奉存候。臣慶勝誠恐惶頓首敬白。
　慶応三年十一月　　　　　　　　　　　　　　　　　　大納言慶勝　上
（スペースの部分は欠字または平出です（ただし一例）。以下同じ）
この中で慶勝は、古典を考証したところ、国家に功績を残した者と死を以って勤めた者は祀るべきだと説き、まず祭祀すべき人物として楠木正成を挙げた。楠木正成は皇室に忠誠を尽くし、武功を挙げて殉国しており、臣民の鏡とすべき人物であるにもかかわらず、いまだ国家として顕彰されず遺憾であるという。神号を賜って京都に彼を祀る神社を創建し、また近年国事のためにその身を殉じた者達の霊も摂社として、楠木正成を祀る神社の境内に創建することを願い出ている。そうすれば、（国家の）事業を一時だけでなく永遠に守護して、（他の国々と）張り合おうとする勢いが盛んになり、物事が正しく行われるようになるだろうと主張している。
この建白において、先の薩摩藩との違いが注目される。薩摩藩の建白では、湊川に建てるとしていたが、この建白では京都に立てるとしている。祭神についても、薩摩藩では護良親王など他の南朝忠臣などを合祀するとしていたが、尾張案では、神社には正成のみを祀り、その摂社において、国家に殉じたものを広く合祀することを提案している。
11日、尾張藩京都留守居役の尾崎八右衛門忠征は藩地の荒川甚作（忠征の実子）に楠社創建の建白をしたことを伝えるとともに、左大臣近衛忠房に建白書を見せ、その是非を伺った。忠房は翌日、父と協議すると伝えた。12日忠房は父近衛忠熙と協議しこの建白書に賛同することを決め、建白書に連署して朝廷へ差し出した。18日、尾崎忠征は慶勝と会い、建白書を武家伝奏や摂政二条斉敬や国事御用掛・参与などに見せることを伝える。こうして朝議にその建白書が出ると、すぐさま反応があった。19日には飛鳥井雅典が斉敬に対して建白書に賛意を示すことを伝えている。24日、嵯峨実愛も賛意を示し、すぐさま創建に取り掛かるように意見している。これらを受け摂政二条斉敬は25日に近衛忠房に意見を求めたが、当然忠房は賛意を示し、朝議は決したようである。
これを受け、26日、近衛忠熙は留守居役尾崎忠征に指示を出した。摂社祭神の「近古為国事ニ身ヲ亡し未御収恤を不蒙者」とはいかなる者か、詳細を調査し、社地の候補地についても調査し、報告することを命じた。これを受けて、同月、慶勝は再び建白した。
謹而奉上言候、楠社之一条ニ付、頃日奉建言候書而ニ、御付札ヲ以、蒙　仰候、近古以来国事ヲ以テ身ヲ亡シ、未御収恤ヲ不蒙者共、人名事蹟不洩取調、早々可申上旨奉拝承候。皇国節烈ノ士縷数枚挙ニ遑アラス。青史ニ載有之候事ハ、瞭然如指掌ニ候得共、其外曖昧難考索儀モ不少、且青史之事蹟モ、一朝ニシテ能捜尽スヘキニアラス。正史・野乗・閭閻・口碑ノ説ヲ雑取、強而博綜ヲ極、繊芥ヲ不違事ヲ欲スル時ハ、玉石混淆、遺漏誤脱ノ失ヲ生シ、不可然ト奉存候、　天下更始ノ時ニ当テ、国歩之艱難ニ身ヲ殉候者、忠魂義魄ヲ御祭祀被遊、褒崇之典ヲ明示シ、人名ノ区別ヲタテス、死者暝目、生者立志候様至要ト奉存候。猶更宜御廷議御裁決被遊候様、奉願候。
但右御建立地所之儀モ御下問、被為　在奉拝承候。右者何レニテモ別段見込之場所迚ハ無御座候得共、神楽岡辺抔相応之地ニモ候半款歟。尤是ハ、　御廷議次第之御議ト奉存候事。
　十一月　　　　　　　　　　　　　　　　　　　　　　　大納言慶勝　上
慶勝は「近古以来国事ヲ以テ身ヲ亡シ未御収恤ヲ不蒙者」について、その数は枚挙にいとまなく、その事蹟は曖昧ではっきりしない者もおり、すぐさま全てを調査しきることは出来ない。強いて名前を挙げれば、「玉石混淆、遺漏誤脱」の恐れがあるので、個人の区別をせずに、まとめてその霊魂を合祀することを述べている。また社地について、特に考えは無いが、京都神楽岡が良いのではないかとしている。これによると、慶勝は楠社の摂社について、のちの靖国神社に近い構想（但し、靖国神社は原則として祭神の名前などを全て明らかにすることになっている）を持っていたことが分かる。なお、森田康之助によると、慶勝が神楽岡を候補地としたのは、京都の尾張藩邸がその近くにあったからだけのことで、その土地に特に考えがあったわけではないらしい。
この2回目の建白に対する朝廷の反応は明らかでない。恐らく、鳥羽・伏見の戦いに始まる戊辰戦争や新政権の諸事務で、積極的に取り合う余裕が無いため、指示を出すことができなかったのだろう。そのため、徳川慶勝は1868年（明治元年）3月に3度目の建白書を、前2回の建白書も添付して提出した。
謹而奉上言候、臣慶勝旧冬上直之砌、一之別紙之趣建白仕候処、御付札ヲ以テ御下問ヲ蒙候付、二之別紙之趣猶又奉拝答候儀御座候。
爾来世態一変、万機御鞍掌、右等之辺御評議之御暇モ乍恐如何可被為在哉。然処近来弥増　御徳輝御盛昌、　御大業漸々御開盛之折柄、右等等之御盛挙モ被為在候ハヽ、自然人々所嚮ヲ知候様相成、御風化之一端歟ト愚考仕候付、当時　御見込之程ハ難奉測候得共、不堪渇望、重而奉上言候。臣慶勝 誠惶誠恐頓首敬白。
　三月　　　　　　　　　　　　　　　　　　　　　　　　　大納言　慶勝 上
しかし、同じ3月には一度計画をするが中断した薩摩藩が動き出していた。詳しくは後述するが、兵庫裁判所に配属されていた薩摩藩士岩下方平（岩下佐次右衛門）らは兵庫裁判所総督東久世通禧に楠社創建の請願をしている。注目されるのは、藩が主体となって創建するのではなく、政府が主体となって創建することを請願してることである。これを受け、東久世通禧はその建白を奏上し、聴許されている。
また一方、明治維新によって新たに設けられた官庁神祇事務局は、楠社創建を国家が主催するに値することとして重視し、その事業を神祇事務局が統轄しようと動き出した。こうして、同年4月21日に政府（太政官）は神祇事務局に楠社創建を命じることとなった。
もちろん、楠社創建がこれほどまでに重視され、実行することが決定されたのは、薩摩藩や尾張藩の建白があったからではあるが、尾張藩はその主役からは外されることとなる。太政官は、27日尾張藩に対して、この旨を達している。その達の文面の上では慶勝の建白が採用されたことになっているが、慶勝の意見とは異なり、兵庫に建てられることが決まったことが述べられていた。
しかし尾張藩はあくまで京都に創建することにこだわり、6月に尾張藩主徳川義宜（徳成）は建白を出した。
それによると、兵庫における楠社創建の決定には実に深く感じ入ったが、京都は人々の集まるところなので、京都にも1社創建してほしいと請願している。もしそれが決定されるならば、尾張藩に任せるようにとも述べている。政府内では京都創建に同意する者が多かったようであり、7月17日、政府はこの請願を認め、尾張藩に社殿設計、社地候補地を調査するように命じた。これに対して、尾張藩は11月17日、その報告書を提出した。
尾張藩が設計した社殿などの図面は現存していないが、この意見は取り入られたらしく、京都の楠社創建の実現は現実性を帯びてきている。社地の候補地は特に考えは無く、前年の建白の通り、神楽岡でよいのでないかとしている。これを受けて神祇官で協議され、楠社の社地について意見している。神祇官は12月9日、社地は京都東山操練場の隅がよいだろうと述べている。この神祇官の意見に対して、鷹司輔熙・松平慶永・中御門経之・福岡孝弟・阿野公誠が、あたかも操練場の祭神のようだと反対した。さらに、これを受けて鷹司輔熙・中山忠能・徳大寺実則・阿野公誠らが主張して、廟社は戦死した遺跡に建てるものであり、京都に建てるべきではないとした。一度、京都創建の実現性が高まったものの、この意見が決め手となり、翌1869年（明治2年）3月30日に京都に楠社を創建することは却下する達がなされた。
なお、この祭神由緒の地に神社を建てるべきだという意見はその後の、人物を祀る神社の創建の際の基本原則となったようである。こうして、尾張藩の請願は実現しなかったが、尾張藩は兵庫県の楠社創建の支援を命じられた。

#### 水戸藩の楠社創建計画
先に詳述したように、水戸藩は二代藩主徳川光圀の代に、摂津坂本村湊川に楠木正成墓碑を造立した主催者であった。『大日本史』編纂などを通じて楠公の顕彰・評価の先鋒を担ってきた水戸藩としては、楠社創建を見過ごすわけにはいかなかった。
1868年（明治元年）閏4月19日水戸藩は楠社創建のことを同藩に一任するように建白した。同年6月15日、社殿設計図などを調査して上申することを命じた。ただ同日、既に兵庫裁判所の設計案を採用することを決めており、奇妙な話であるが、おそらくは水戸藩に命じたのは、兵庫案と比較して参考にするためであり、また水戸藩に対する顔立ての意味もあったのだろう。
しかし、同年8月28日設計案を提出するとともに、水戸藩がいかに楠公碑と深い関わりがあるかを主張して、創建のことを全て任せるように再び請願するに及ぶと、政府内でも水戸藩に賛同を示す者も出てきた。既に兵庫裁判所はその案に基づいて、作業を始めていたが、政府はその一時中断を伝えるまでに至った。
しかし翌年5月に再び同様の請願をするが、既に尾張藩の建白で見たように、やはり神社は国家の宗祀であるという原則に則り、藩独自の神社創建は認められなかった。

#### 政府による楠社創建
前述の通り、慶応3年（1867年）11月に尾張藩は建白を出した。翌年3月、それを知った薩摩藩士岩下方平は、自分たちが始めた楠社創建を他の藩に成し遂げられるのは歯がゆく感じたのだろう、薩摩藩が創建するとはせずに、国家のことであるから一藩に任すのはよろしくなく、政府によって建てられるべきだと意見した。
岩下は兵庫裁判所（兵庫県の前身）に配属されていたが、同じ兵庫裁判所に配属されていた元尾張藩士中路権右衛門・長州藩士伊藤博文・薩摩藩士寺島陶蔵・薩摩藩士岩下清之丞・薩摩藩士東条慶二の連名を得て、1868年（明治元年）3月21日、兵庫裁判所総督兼参与東久世通禧に楠社創建を建白した。
実際に始まった湊川神社創建の実行はここに求めてよい。東久世通禧は七卿落ちで京都を追われた公家の一人である。東久世は3月24日に大阪に行き、大阪行幸で大阪に滞在している明治天皇に奏上して、ただちに聴許された。東久世は岩下に政府に内定をもらったことを伝え、神社の設計図などを調査するように命じた。
兵庫裁判所が創建に関わる実地調査を始める一方、政府が祭祀を司る神祇事務局も4月14日に楠社創建について神祇事務局に任せるように上申した。維新以降、祭政一致に基づき、全ての神社は国家が管理するべきものとなったが、そういう原則の中で、新たな神社、それも国民の第一の模範となる人物を顕彰するという国家的に重要な神社の創建を一藩の事業として行わせるわけにはいかなかったのである。
こういった上申を受けて太政官より神祇事務局へ、同年4月21日には次の沙汰書が正式に達せられた。これをもって政府の決定と見ていいだろう。
太政更始之折柄表忠之盛典被為行天下之忠臣孝子ヲ勧奨被遊候ニ付テハ楠贈正三位中将正成精忠節義其功烈万世ニ輝キ真ニ千歳之一人臣子之亀鑑ニ候故今般神号ヲ追諡シ社壇造営被遊度思食ニ候依之金千両御寄付被為在候事
　但正行以下一族之者等鞠躬尽力其功労不少段追賞被遊合祀可有之旨被仰出候事
慶応四戊辰四月廿一日
楠木正成の忠義功績は「万世」に輝き、1000年に一人の存在で、「臣子之亀鑑」とするべき人物なので、神号を贈り、神社を創建するとしており、明治天皇の思召しによって、金1000両が下されたとしている。この時点で既に楠木正成だけでなく、正行以下一族も合祀することが述べられていることは注目に値する。
同日、神祇事務局より兵庫裁判所に、楠社創建が決まり、有志の支援を許すこととなったので、兵庫裁判所において取計うように達している。これを受けて、兵庫裁判所は、墓所の片隅に札を掲げ、国家による楠社の創建が一般に公表され、それを援助するものを募ることとなった。
1870年（明治3年）6月、兵庫県が造営の事務を総括することになった。1871年（明治4年）1月、兵庫県は小野大属准席、増井少属を御造営掛兼務として、知事・大参事・会計局・庶務局・出納局が事務を担当することになった。

##### 祭礼
1868年（明治元年）5月25日には初めての政府主催の楠公祭を京都の河東操練場で行った。まだ楠社造営は始まっていなかったが、楠公祭祀が国家で行われることが決まった以上、民間で盛んになっている楠公祭を国家祭祀に取り込む必要があったのである。湊川神社の例祭を創建に先駆けて始めたと見ることもできる。祭場が京都だったのは先に見た徳川慶勝の請願を何らかの形で聞き入れる必要があったからかもしれない。同祭は5月23日に布告され、諸官員は参拝することとし、一般人の参拝を許し、有志の者の詩歌の献納や兵隊の操練を披露することも許可された。楠公祭当日には神祇官知官事鷹司輔熙、同副知官事亀井茲監、同判官事植松雅言、同判官事福羽美静、同権判官事平田延胤などが参列した。なお、翌年から創建までの楠公祭は、墓所の西方に仮神座を設けて行われた。

##### 社地と造営
社地は4月始めから調査を始めたが、政府は5月23日、生田川から湊川の間の土地を尼崎藩および古河藩に上知させた。最終的には1869年（明治2年）に墓所と殉節地の両所を必ず含めるものとして境内は確定された。
1871年（明治4年）2月より社地は湊川の土を使って整地された。1871年（明治4年）中には先立って石垣が完成し、1872年（明治5年）1月より造営を始めた。3月4日に本殿立柱祭、5月6日上棟祭が行われ、春日造桧皮葺の社殿は完成した。ただ、その他一通りの建物の完成を見るのは創建後の9月に入ってからである。

##### 社名・社格
かねてより未定だった社名と社格が1872年（明治5年）の4月29日に定められた。社名は、八木雕の提案が採用されて「湊川神社」となった。社格は1871年（明治4年）に大中小の官幣社・国幣社が定められていたが、新たに別格官幣社というカテゴリが設定されて、そこに列格された。別格官幣社は国家に功績のあった人物を祀る神社の社格とされた。

##### 創建
本殿造営が完成に近づいた5月8日、祭典を司る官庁である式部寮は、5月24日をもって鎮座祭とし、翌25日に楠社祭を行うと決定し、兵庫県に布達した。
5月24日鎮座祭が行われた。東京で製作された御神体となる鏡を墓前に奉安し、そこで、墓碑に坐すとされる楠正成の神霊を祭って鏡に遷す。そして、御神体となった鏡を社殿まで奉遷した。これによって、湊川神社の楠木正成ら神霊が鎮座した。
同日太政官から布告されて、ここに名実ともに湊川神社が創建された。
翌日、5月25日には楠社祭（楠公祭）が行われ、以後、湊川神社例祭として毎年5月25日に行われるようになった（のちに新暦に換算される）。

##### 湊川神社創建の影響
湊川神社の特徴は、まず「人を祀る神社」であること、次に「政府が建てた神社」であることが挙げられる。本来、神社の祭神というのは、自然神を祀るところであったが、次第に祭神の範疇が拡大して、人物神も祀られるようになった。天満宮や日光東照宮などがその代表であるが、人物神を祀る神社でも湊川神社は新たなタイプの神社である。殆どの人物神は、天満宮に代表されるように、御霊信仰に基づくものである。それは単なる人物霊ではなく、著しい霊力を備え、神霊と呼ばれるに相応しい段階を経たのち、神社に祀られるのであった。この信仰は、祖先祭祀と結びついて、共同体（家）の首長を神として祀る東照宮などの神社に展開したが、次第に人物神の範囲はさらに広がりを見せた。
一方、江戸時代を通じて、楠木正成は英雄として尊敬されてきた。それは、模範的な人間としての尊敬であり、尊敬される彼はどこまでも人間としての存在であった。しかし、ここにおいて、人を神社に祀るということが顕彰の手段として、採用されることとなる。人物神の範疇が広がることにより、祭神に対する強い宗教的な信念がなくても、人間は神社に神として祀られるようになったのである。また従来の神社において、神社の創建の契機となるのは、神社を建てて祀れという神の意志であり、それを託宣などの形で人々が受けて神社を建てるのである。これは人物神を祀る神社の場合も同様であった。しかし、湊川神社の創建においては、楠木正成の霊が神社を建てて祀ってほしいなどの要求を出したわけではなく、人々が彼の霊を一方的に祀ったのである。ではなぜ顕彰するために神社で祀られたのであろうか。仏教式に寺院に祀ることも可能であったし、孔子などと同じように儒式の廟でも良かったはずである。それは、まず仏教式に祀ることは顕彰にならないことが理由に挙げられる。仏教式で祀るということは、すなわち供養するということであるが、これは故人を追悼・慰霊といった意味合いになるためである。それも宇宙の真理を悟った絶対的存在である仏の慈悲のもとで祀られるのであり、そこではむしろ祀られる人物の有限性が強調されてしまうのである。このため、仏教式で祀るのは、人物を褒め称えるという目的にはそぐわないといえるだろう。
一方、儒式の廟というのは儒学者には馴染みがあったかもしれないが、一般には全く馴染み無いものだったといえる。このため、儒式で祀られることは無かったのである。また廟に祀るということは、あくまでも人間を人間として祀るのであり、神として祀るのではなかった。以上のことから、顕彰をするには神として祀られる必要があり、それには神社がもっとも適していたのである。もちろん現実的には、儒学・国学などの明治維新の原動力となった思想が神道を支持し仏教を排斥したことが一番の原因ではあるが、背景にはこのような考え方があったのだと考えられる。
このような人物を顕彰する神社は、近世の中頃から建てられるようになってきたようだが、近代になって建てられた湊川神社はそのタイプの神社の中でも最も存在感を示し、湊川神社の創建に刺激されて、近代以降、数多くの人物顕彰の神社が建てられるようになった。また靖国神社を始めとする招魂社の創建も基本的には湊川神社と共通した背景を持ち、例えば乃木神社が湊川神社の子孫と言うならば、靖国神社は湊川神社の兄弟であると言えるだろう。湊川神社の創建は、新しいタイプの神社が広がるきっかけとなったという意味で、神社史上重要な位置を占める神社であるといえる。また近代以降、神道という宗教・思想の重要な要素として、国家の功臣を祭祀することが挙げられるようになり、神道思想史上にも無視できない存在となる。ただ、このようにいくら“新しいタイプの神社”であっても、一度神社として成立してしまうと、古代から変化なく連綿と続く神社（この観念自体は実は新しい）というイメージの中に同化されることは興味深い。神社や祭神に関わらず、神社一般と同様の機能が期待され、通常の神社と同様の扱いがなされていくのである。
もうひとつの特徴は湊川神社は明治政府によって建てられたということである。村などの生活共同体でもなく有志でもなく宗教者でもなく藩でもなく、政府によって建てられたのである。明治維新の目的・意義は、国家の近代化にあるように現在では認識さ
れているが、それ以上に古代を理想とした天皇を中心とする国家の実現にあった。その理想には祭政一致が含まれており、神社や神祇の祭祀は、国家がその全てを掌握することが目指されたのである。
近世末、楠木正成は既に国家の英雄としての地位を得ていた。明治になり、湊川神社の創建は当初、複数の藩や有志により提唱されたが、政府はいずれの団体にもその創建を任すことはなく、政府自らが主体となって建てた。国家の英雄である楠木正成の祭祀を政府以外の者に行わせるわけにはいかなかったのである。楠木正成を顕彰する湊川神社は、明治新国家によって建てられることにより、天皇を中心とする国家の誕生を象徴するモニュメントとなったといえる。国家として特定の人物を顕彰するということは、その人物を国民の理想像として提唱し、その生き方を国民に推奨するということである。七度生まれ変わっても国に尽くすと誓い、国家のために死んだと位置付けられる楠木正成を顕彰することは、その生き方を国民に勧めることであり、近代以降、特に第二次世界大戦中において、その果たした役割は小さくないと言えるだろう。
また神社史上、神道学上注目される事項として、墓を境内に含んで神社が建てられていることがある。本来、神社において死のケガレはもっとも忌避すべきものだとされているにもかかわらず、ケガレを持つ墓に隣接して神社が建てられているのである。これは豊国神社・日光東照宮などを受け継ぐものだと言える。ケガレの問題は祭神となった人物は生前にも遡って神と見なすことによって、回避しているのだろう。また近世の神葬祭の発展により、死者の祭祀に神道が関わることへの抵抗が弱まったことも影響しているだろう。しかし、墓と神社、死者の神道祭祀がどうあるべきかの問題は現在でもさまざまな見解があり、定まっていない。

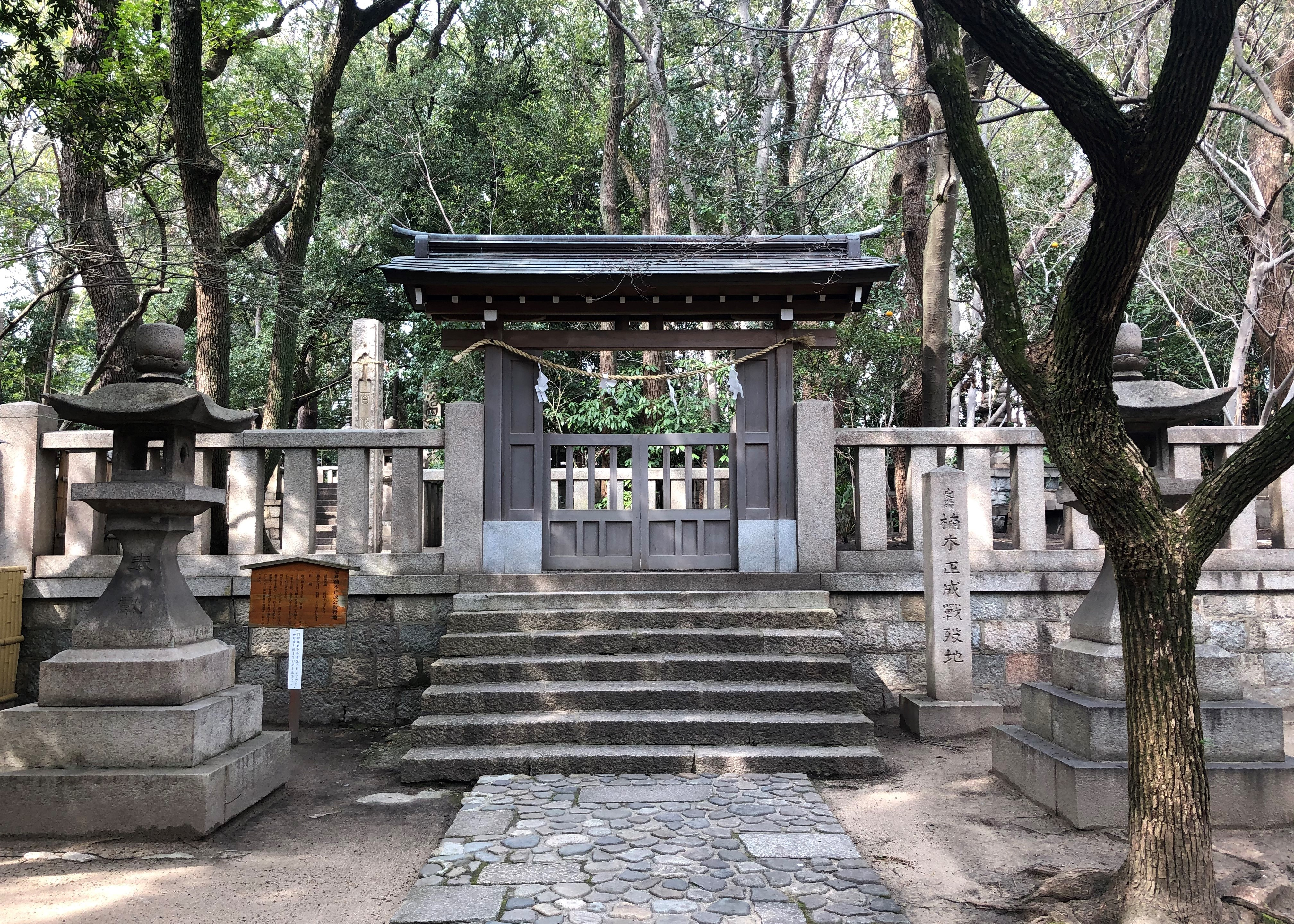
楠木正成 殉節地

### 創建後

#### 明治憲法下
太平洋戦争中の1945年（昭和20年）3月17日および6月5日の神戸大空襲で表神門を除く全ての社殿や境内のクスノキを焼失し、正面の大鳥居も倒壊した（現在は、その古財を用いて社号標として再利用されている）。当時、空襲で廃墟と化した神戸市内には「楠公の霊地だ、断固守れ」と大書された湊川警察署名義の立て札が立った。

#### 戦後
1948年（昭和23年）に神社本庁の別表神社に加列されている。

## 主な行事
- 1月1日：歳旦祭
- 1月3日：元始祭
- 2月3日：節分祭
- 2月11日：紀元祭
- 2月17日：祈年祭
- 5月24日-26日：楠公祭
- 6月30日：夏越大祓
- 7月12日：例大祭
- 10月17日：伊勢神宮神嘗祭当日祭遥拝
- 11月3日：明治祭
- 11月23日：新嘗祭
- 12月23日：天長祭
- 12月31日：大祓

## 境内
- 本殿 - 1952年（昭和27年）再建。八棟造り。内部に平櫛田中作の獅子狛犬像や、棟方志功画で賛は徳富蘇峰の絶筆である獅子狛犬図がある。
- 拝殿 - 1952年（昭和27年）再建。
- 青銅製狛犬 - 1952年（昭和27年）に高村光雲の弟子・山崎朝雲が作り奉納したもの。
- 殉節地（国指定史跡） - 楠木正成及び楠木正季以下73人の一族郎党の戦没地。大隈重信、江藤新平、大木喬任、伊藤博文がそれぞれ一対づつ奉納した燈籠が並ぶ。
- 尚志館 - 1953年（昭和28年）築。徳富蘇峰により「楠公の志を尚び、その精神を顕現する」として「尚志館」と命名された。
- 社務所
- 楠公会館 - 1972年（昭和47年）築。兵庫県神社庁事務所（別組織）などが入る。
- 宝物殿 - 1963年（昭和38年）に崇敬者・塩田富蔵による寄進。
- 大鳥居 - ステンレス製の耐震構造となっている。
- 東門
- 神能殿 - 1972年（昭和47年）4月に観阿弥が楠木正成の甥であること（異説もある）にちなんで建てられた。
- 徳川光圀（水戸光圀）公像 - 平櫛田中によって原型が作られた。
- 御墓所（楠公墓碑、 国指定史跡） - 元禄5年（1692年）に光圀が佐々宗淳を遣わし、183両余で建てられた楠木正成の墓碑。「嗚呼忠臣楠子之墓」は光圀の筆。裏面には明の遺臣朱舜水による散文が書かれている。この墓碑が建てられる以前には尼崎藩主青山幸利によって五輪塔が建てられていた。
- 日本最古のオリーブの木 - 1878年（明治11年）にパリ万博で事務官長を務めた前田正名によって持ち帰られたものとされる。
- 表神門 - 1942年（昭和17年）建立。額「湊川神社」は高松宮宣仁親王の筆。

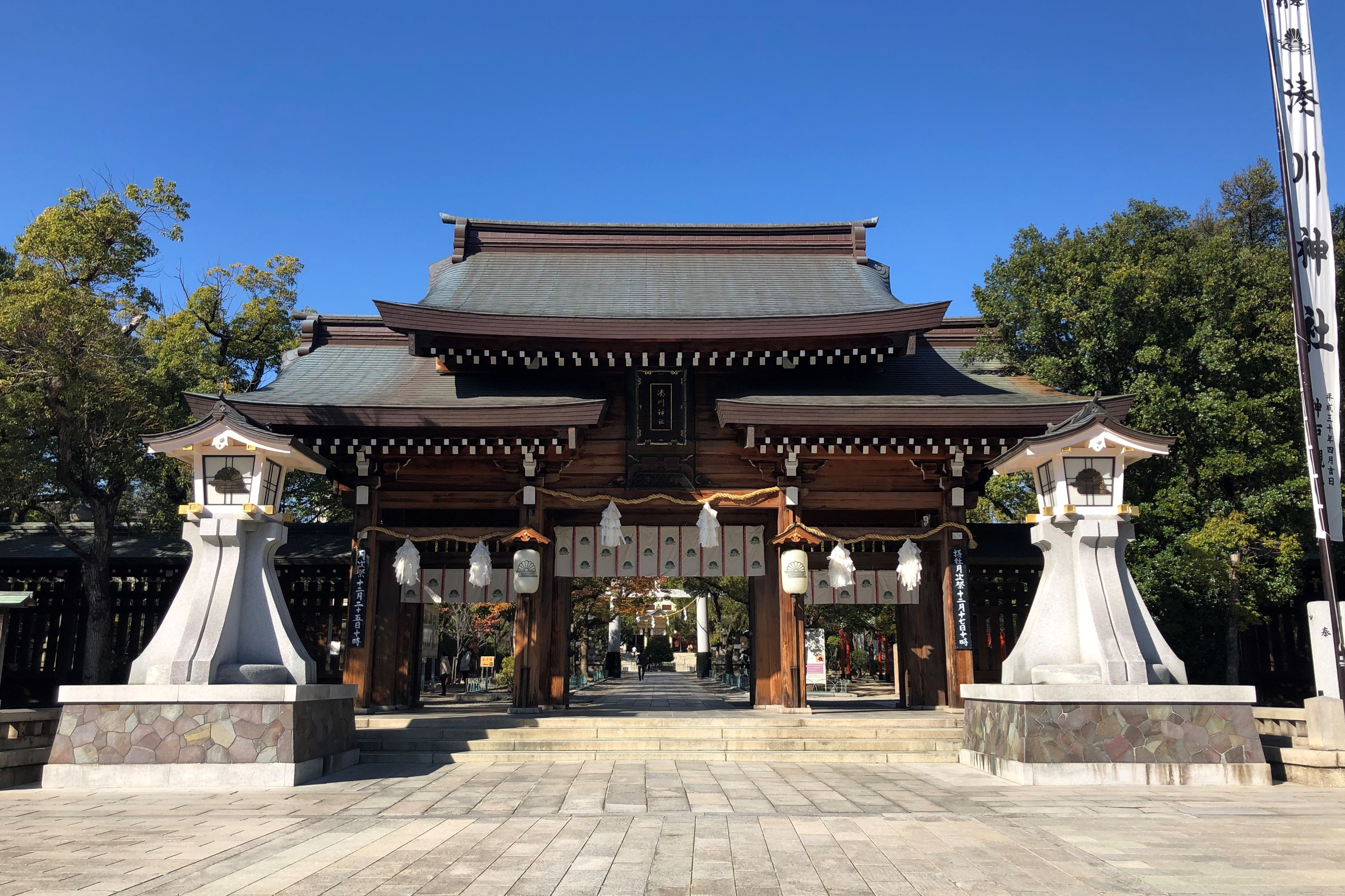
表門
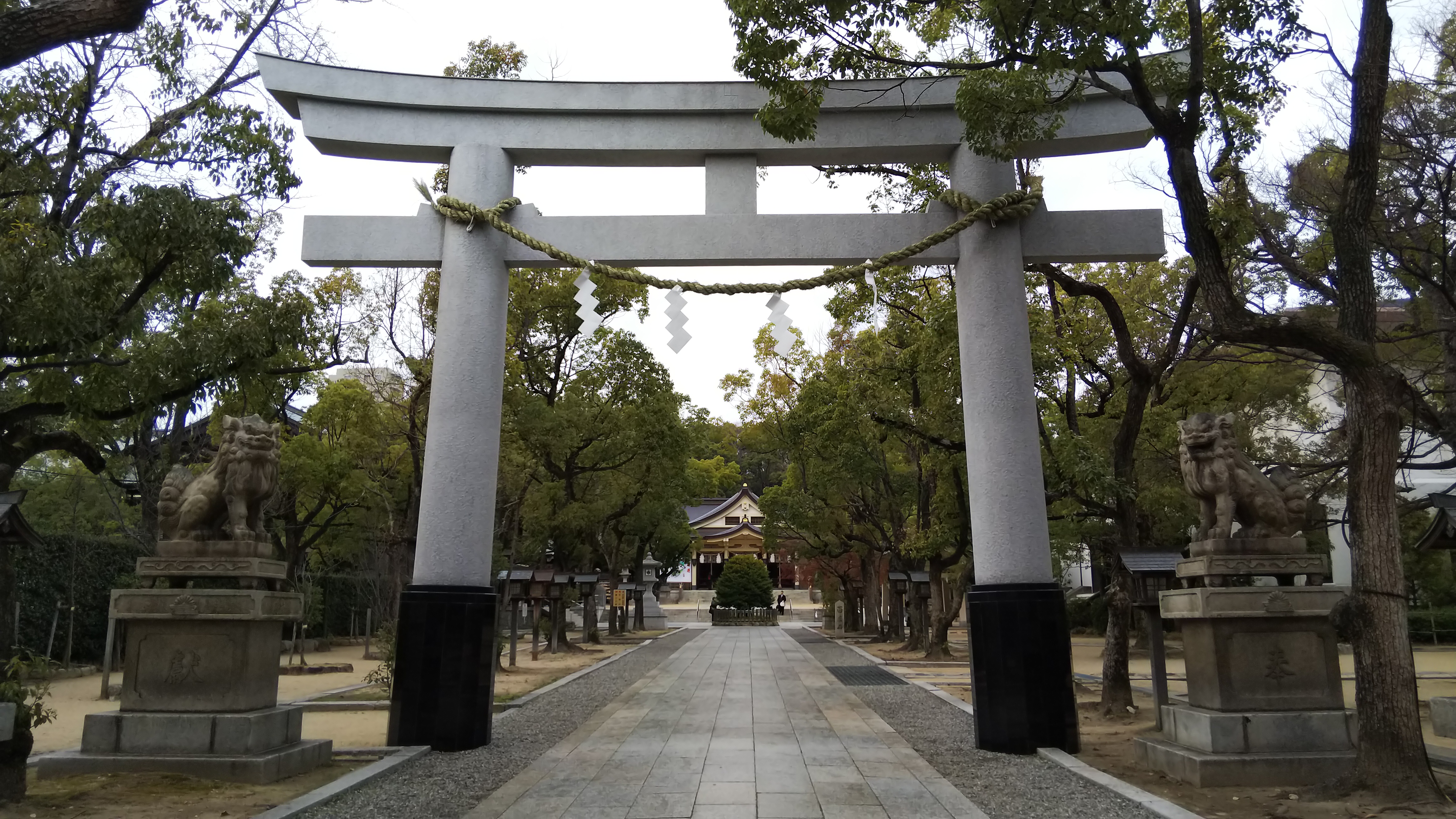
参道と鳥居
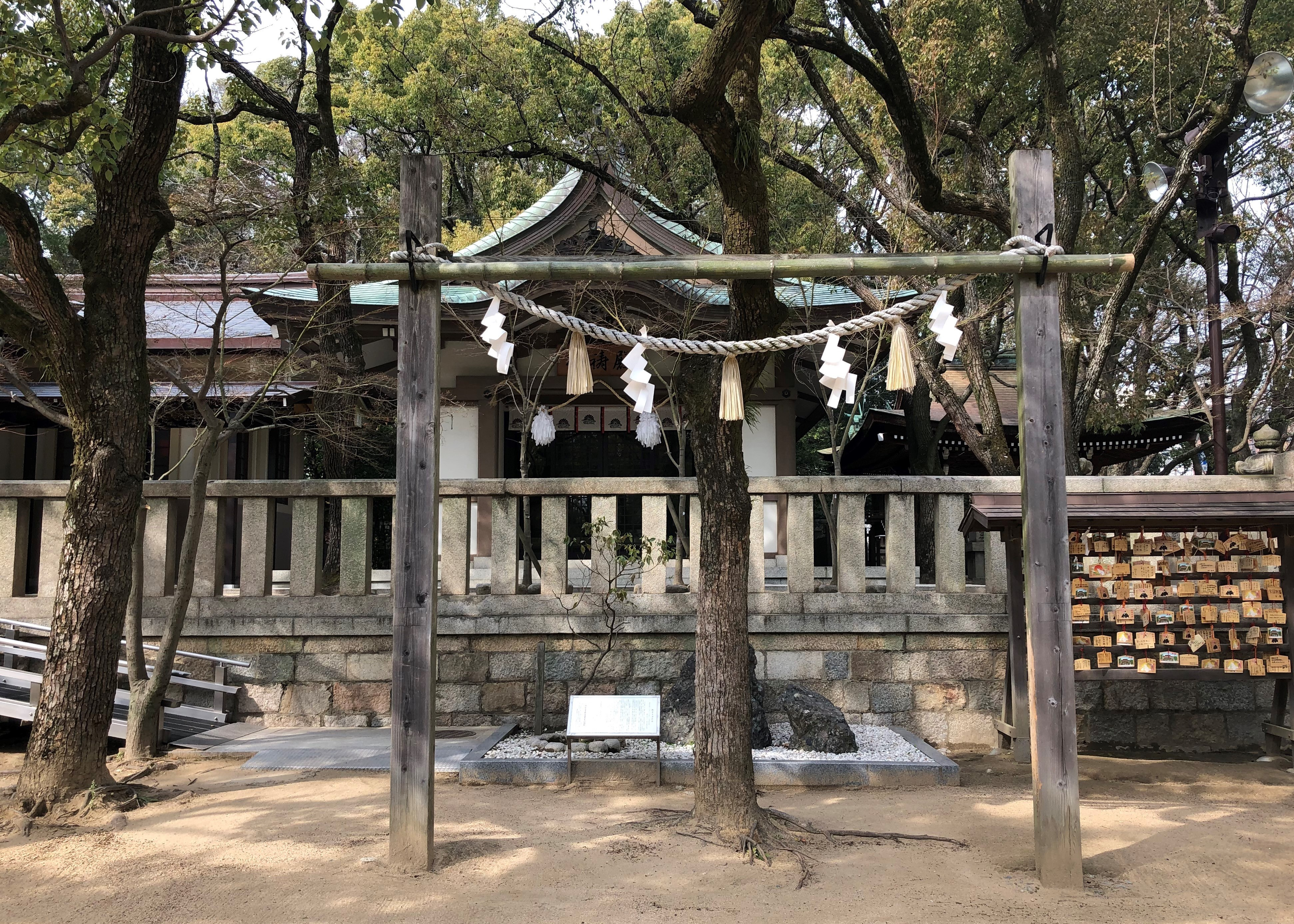
祈祷殿
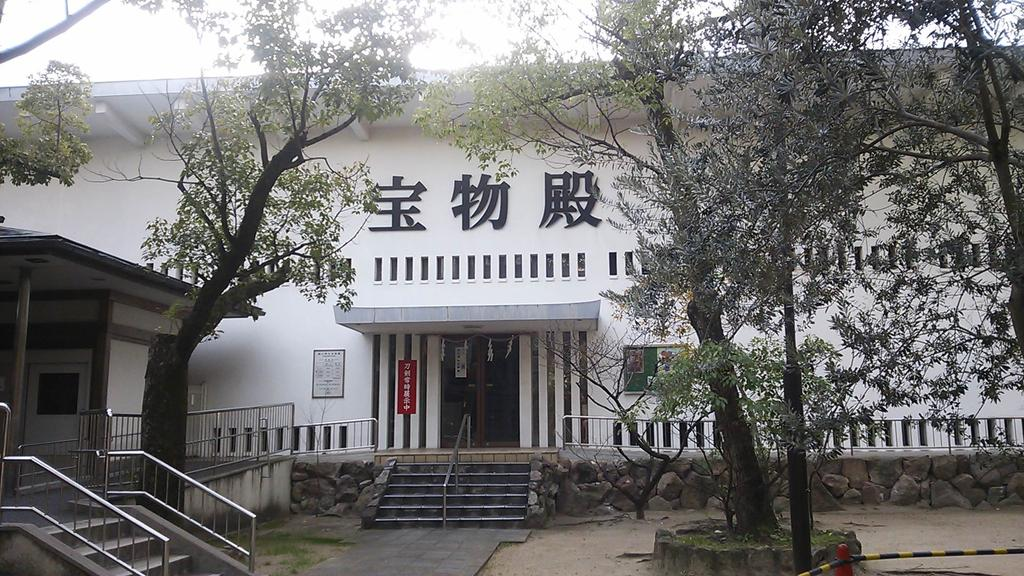
宝物殿

## 境内社

### 摂社
- 甘南備神社（本社本殿に合祀）
甘南備神社は楠木正成の夫人滋子（この名前は『湊川神社誌』によるが、他にはみえない。滋子は藤原宣房の娘ともいわれるが不詳）を祀っている神社である。1906年（明治39年）9月5日没地河内の赤坂城で神霊を招き、9月22日に創建された。「甘南備」の名前は没地の地名による。1945年（昭和20年）に戦災で社殿を焼失したが、戦後復興の際に神霊は本社本殿の向かって右側に合祀された。毎月17日が月次祭となっており、毎年9月22日が例祭となっている。

### 末社

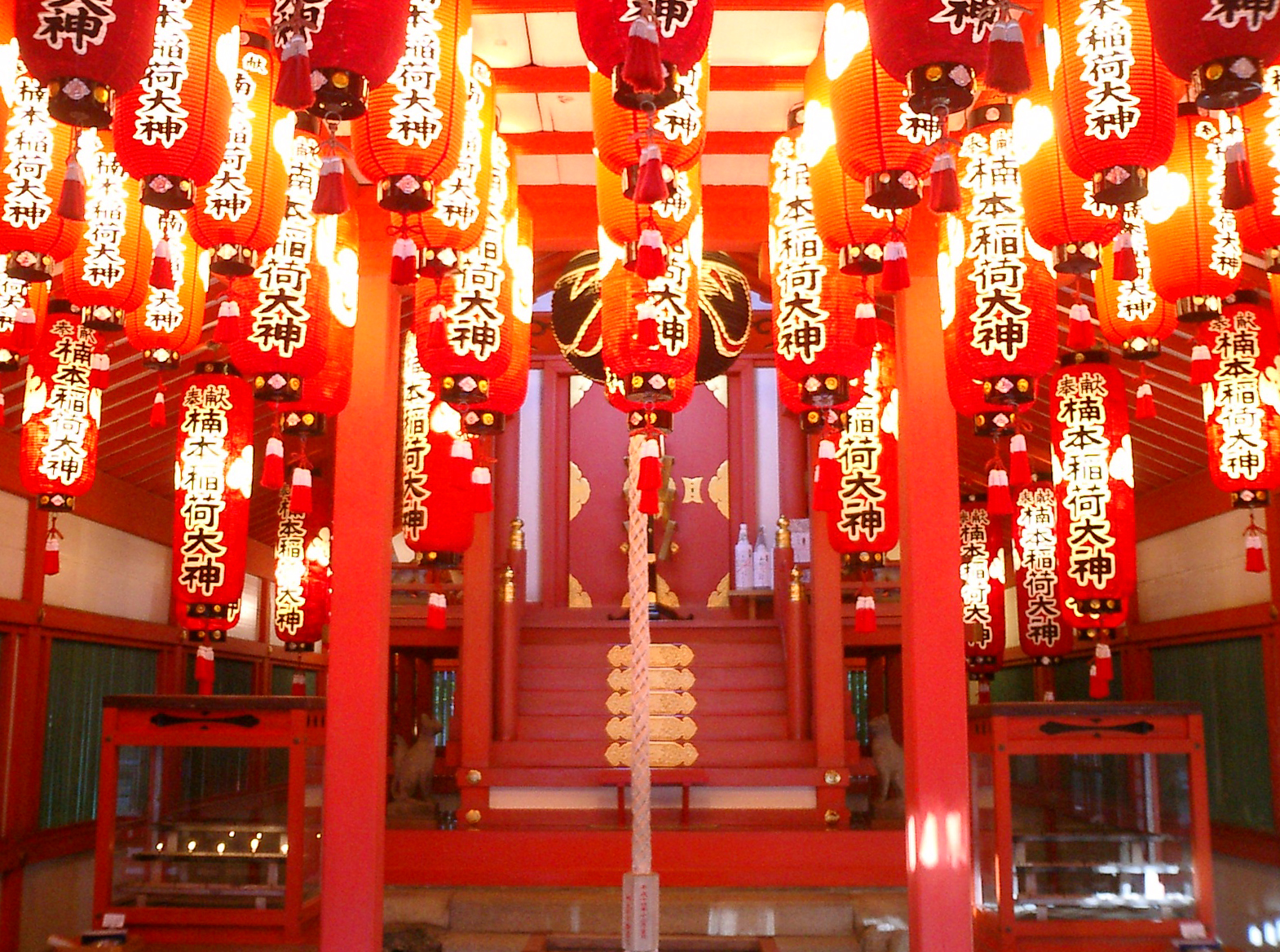
楠本稲荷大神

- 楠本稲荷神社　（読みは「くすもと－」。「くすのき－」でないことに注意。）
  - 祭神：倉稲魂命・猿田彦命・大宮女命

楠本稲荷神社は徳川光圀の墓碑建立以前より、この地に鎮座しているといわれ、1872年（明治5年）8月17日に湊川神社に社殿が建立された。祭神は、倉稲魂命・猿田彦命・大宮女命で、月次祭は毎月8日である。
- 菊水天満神社
  - 菅原道真公

菅原道真を祀る菊水天満神社は1876年（明治9年）9月21日に創建された。1922年（大正11年）8月に正式に末社として認められる。月次祭は毎月21日で、例祭は8月25日（前後日にも祭典有り）である。

## 歴代宮司
1. 折田要蔵
2. 木曽源太郎
3. 折田要蔵
4. 鷲尾武治
5. 折田要蔵
6. 小野村胤信
7. 林源吾
8. 上月為蔭
9. 長屋基彦
10. 青山重鑒
11. 藤巻正之
12. 後藤幸平
13. 藤巻正之
14. 吉田智朗
15. 栃尾泰治郎

## 文化財

### 重要文化財
- 段威腹巻 一領 （国の重要文化財 1901年（明治34年）指定）
- 紙本墨書法華経奥書 一幅　（楠正成真筆、国の重要文化財 1917年（大正6年）指定）

## 国指定史跡
- 楠木正成墓碑 - 殉節地を含む。1951年（昭和26年）指定。

## 宝物
- 平櫛田中「大楠公像」
- 前田青邨 「大楠公像」
- 棟方志功「御楠樹図」
- 富岡鉄斎「河内千早城図」
- 横山大観「大楠公」
- 澤宣嘉「楠御夢之図」
- 内藤伸「大楠公木像」

## 湊川神社で造られた日本刀

### 菊水刀
靖国神社で陸軍将校向けの軍刀が造られていたのは有名だが、湊川神社では同様に、海軍士官向けの軍刀が造られていた。日本刀鍛錬会(靖国神社)で修行した日立金属（株）安来工場の村上道政(銘:正忠)・森脇要(銘:森光)の両氏は、昭和15年、湊川神社の御用刀匠となり海軍士官用軍刀を作刀した。此処で作刀された刀のハバキと茎には菊水紋が彫られ、「菊水刀」と呼ばれた。

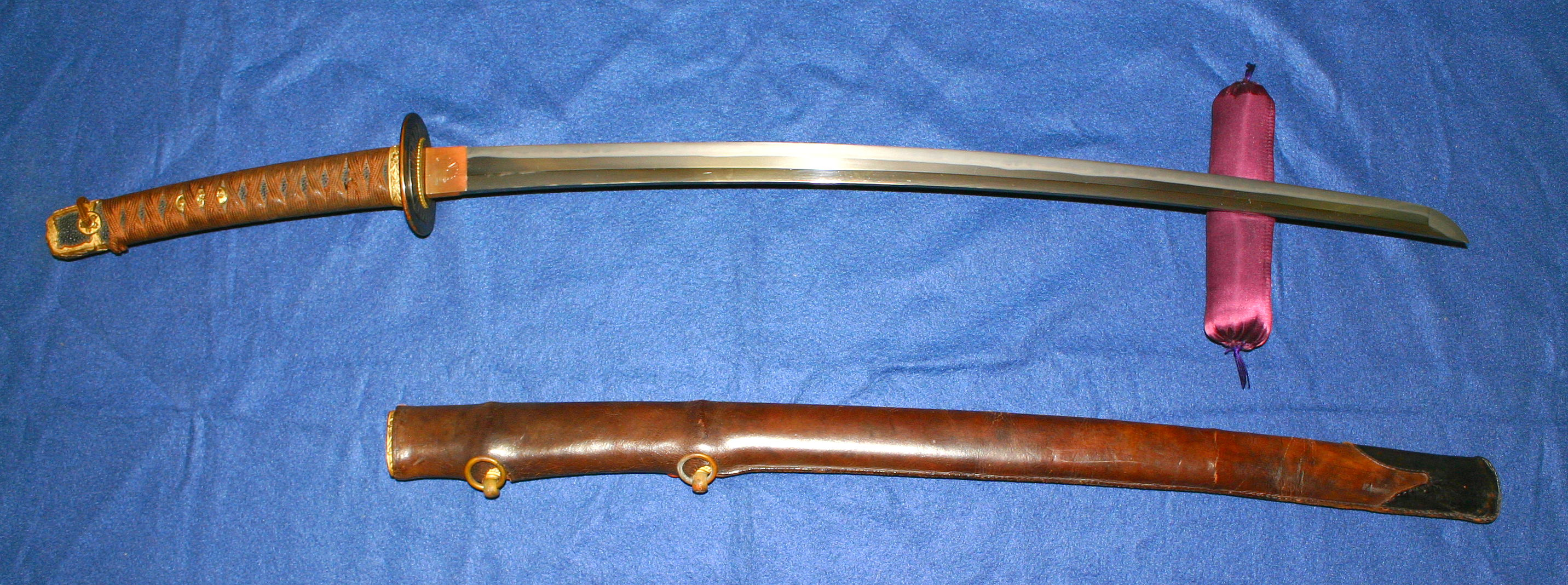
昭和十二年制定海軍制式軍刀通称太刀型を外装とする菊水刀

湊川神社　菊水紋　正忠　中心

## 年表
〈〉内は関連事項。

### 創建前
- 1336年（延元元年 / 建武3年）5月25日：楠木正成、没。
- 応安～永和（1368-1379）：〈『太平記』成立。〉
- 文禄年間：摂津坂本村の楠木正成の墓所、除地になる（楠公墓の初見）。
- 1646年（正保3年）：尼崎藩主青山幸利、墓所に五輪塔を建てる。
- 1664年（寛文4年）：〈福岡藩士貝原益軒、墓所の建碑計画を立てるが、取りやめる。〉
- 1670年（寛文10年）：〈加賀藩主前田綱紀、狩野探幽に桜井駅決別の図を描かせ、朱舜水にその賛を書かせる。〉
- 1685年（貞享2年）：水戸藩士佐々宗淳、摂津坂本村の広厳寺を訪れ、千巖と会う（建碑の請願を受ける？）。
- 1691年（元禄4年）：水戸藩主徳川光圀、摂津坂本村の墓所に碑石を立てることを決める。
- 1692年（元禄5年）6月2日：徳川光圀の命を受け、佐々宗淳が広厳寺を訪れ、建碑作業を始める。
- 1692年（元禄5年）10月9日：楠木正成墓碑の建立が完了する。
- 1692年（元禄5年）11月22日：墓碑に朱舜水の碑文を刻む（湊川の楠木正成墓碑の完成）。
- 1695年（元禄8年）11月25日：水戸藩により、広厳寺の堂宇と墓碑の覆堂を造営。
- 1735年（享保20年）3月21日：有志、墓所で400年祭を行う。
- 1751年（宝暦元年）：尼崎藩主松平忠名、墓所に燈籠1対を寄進。
- 1751年（宝暦元年）：楠伝四郎、墓所の参道を造営。
- 1768年（明和5年）：尼崎藩主松平忠昆、墓所に燈籠1対を寄進。
- 1809年（文化6年）：尼崎藩主松平忠宝、墓所に燈籠1対を寄進。
- 1813年（文化10年）：庄屋平野本治・有志、土地を墓所に寄進して墓域拡張。
- 1816年（文化13年）：尼崎藩主松平忠誨、墓所に燈籠1対を寄進。
- 1825年（文政8年）：会沢正志斎、『新論』で神道の興隆と功臣の顕彰を主張する。
- 1834年（天保5年）：会沢正志斎、『草偃和言』の中で功臣を祀ることを主張する。
- 1835年（天保6年）：橋本藤左衛門、墓所で500年祭を行い、『嗚呼帳』を編纂する。
- 1842年（天保13年）：尼崎藩主松平忠栄、墓所に燈籠1対を寄進。
- 1846年（弘化3年）：西国街道に墓所への標石が再建される（以前の標石建立は不明）。
- 1847年（弘化4年）：真木保臣、楠公祭を行う（楠公祭の初見）。
- 1850年（嘉永3年）：〈佐賀藩の枝吉神陽、相良宗左衛門、島義勇、大木喬任らが楠公義祭同盟を結成。以後、楠公祭を毎年梅林庵で行う。〉
- 1851年（嘉永4年）3月15日：〈和気清麻呂に正一位護王大明神を追贈。〉
- 1853年（嘉永6年）5月25日：真木保臣、楠公祭を行う（以後、毎年行う）。
- 1854年（安政元年）：〈佐賀藩家老鍋島安房、竜造寺八幡宮の境内に楠公社を建てる。〉
- 1856年（安政3年）：〈尾張藩士田中儀兵衛、楠公祭を行う。〉
- 1859年（安政6年）5月：真木保臣、『経緯愚説』を野宮定功を通して朝廷に献じる。同書で古来の忠臣に神号を賜い、贈位贈官すること、またその子孫を禄することを主張する。
- 1860年（万延元年）2月：〈薩摩藩士有馬新七、町田家の楠公社を石谷に移して、小祠を建てる。竣工祭に大久保利通、岩下佐治右衛門、伊地知正治、有村治左衛門などが参列する。〉
- 1862年（文久2年）4月23日：〈寺田屋騒動。有馬新七、没。〉
- 1862年（文久2年）5月25日：真木保臣、楠公祭を行う。寺田屋事件の殉難者8人の神霊をあわせて祀る
- 1862年（文久2年）：〈尾張藩国学者植松茂岳、洲崎神社の境内に楠公・物部守屋・和気清麻呂を祀る三霊社を建てる。〉
- 1863年（文久3年）3月：加賀藩士、墓所に燈籠1基を寄進。
- 1863年（文久3年）8月18日：〈八月十八日の政変。三条実美・東久世通禧ら七卿、京都を追われる。〉
- 1863年（文久3年）8月21日：三条実美・東久世通禧ら、墓所を参拝する。
- 1863年（文久3年）11月15日：薩摩藩士折田要蔵、藩に楠社創建を建白。
- 1864年（元治元年）2月9日：薩摩藩、南朝の忠臣らを合祀した神社を湊川に創建することを建白。朝廷は即日聴許。
- 1864年（元治元年）4月7日：幕府、薩摩藩の楠社創建を認め、社地を湊川とし、之を薩摩藩に与えることを大坂城代に命じる。
- 1864年（元治元年）5月25日：長州藩、山口の明倫館で初めて楠公祭を行う。村田清風・吉田松陰・来島良蔵など17柱をあわせて祀る。
- 1864年（元治元年）5月25日：三条実美・東久世通禧ら五卿、真木保臣などとともに周防湯田で楠公祭を行う。
- 1864年（元治元年）6月：久邇宮朝彦親王、墓所に燈籠1対・弓2張・矢4本を寄進。
- 1864年（元治元年）6月5日：薩摩藩士西郷隆盛、木場伝内・伊地知正治とともに社地を見分。
- 1864年（元治元年）7月：薩摩藩の楠社創建、立ち消えとなる。
- 1864年（元治元年）：尼崎藩主松平忠興、墓所に燈籠1対を寄進。
- 1865年（慶応元年）春：岡藩士、墓所に燈籠1基を寄進。
- 1865年（慶応元年）5月25日：長州藩、明倫館で楠公祭を行う。殉難者を合祀する。以後、1869年（明治2年）まで毎年行う。
- 1865年（慶応元年）夏：岡藩士、墓所に燈籠1基を寄進。
- 1865年（慶応元年）：〈丹羽佐一郎、名古屋の神明社境内に楠公社を建てる。〉
- 1866年（慶応2年）5月25日：三条実美・東久世通禧ら五卿、大宰府で楠公祭を行う（1865年（慶応元年）は行わず。）。
- 1866年（慶応2年）：飯田藩士、墓所に燈籠1対を寄進。
- 1867年（慶応3年）5月25日：三条実美・東久世通禧ら五卿、大宰府で楠公祭を行う。津和野藩、初めて楠公祭を行う。
- 1867年（慶応3年）11月8日：徳川慶勝、楠社を京都に創建する建白書を書く。摂社に殉難者を祭ることも提案する。
- 1867年（慶応3年）11月11日：尾張藩の京都留守居役の尾崎八右衛門忠征、藩地の荒川甚作（八右衛門の実子）に建白の内定を伝える。また、左大臣近衛忠房に建白書を見せる。
- 1867年（慶応3年）11月12日：左大臣近衛忠房、父近衛忠熙と慶勝の建白書について協議し賛同する。忠房、連署し、朝廷に送る。
- 1867年（慶応3年）11月18日：尾崎八右衛門忠征、徳川慶勝に会う。建白書を武家伝奏や摂政二条斉敬や国事懸・参与などに見せることを伝える。
- 1867年（慶応3年）11月19日：飛鳥井雅典、摂政二条斉敬に建白賛同の意を伝える。
- 1867年（慶応3年）11月24日：嵯峨実愛、建白に賛同し、早く実行することを上申する。
- 1867年（慶応3年）11月25日：摂政二条斉敬、左大臣近衛忠房に建白書に意見を求める。近衛忠房は賛意を示す。
- 1867年（慶応3年）11月26日：朝廷、敬勝の建白書を採用する。敬勝に祭神となる人物（摂社祭神）と社地の候補を調査することを命じる。
- 1867年（慶応3年）11月：徳川敬勝、摂社祭神については無表名で合祀すること、社地については京都神楽岡が適していることを上申（これに対する朝廷の反応は不明）。
- 1868年（明治元年）2月15日：薩摩藩士折田要蔵、三条実美・岩倉具視に楠公の顕彰を建白（これに対する反応は不明）。
- 1868年（明治元年）3月21日：〈明治天皇、大坂行幸。〉
- 1868年（明治元年）3月22日：岩下佐治右衛門ら、東久世通禧へ創建の建白。
- 1868年（明治元年）3月24日：東久世通禧、大坂に行き、明治天皇に奏聞する。聴許となる。
- 1868年（明治元年）3月：徳川敬勝、楠社創立について再度建白
- 1868年（明治元年）4月3日：東久世通禧、岩下佐治右衛門に神社平面図を調査し、神祇事務局へ提出することを命じる。社名は大楠霊社の内評があることを伝える。
- 1868年（明治元年）4月4日：〈梅宮大社、同社境内に楠社創建を上申。〉
- 1868年（明治元年）4月5日：中路権右衛門、広厳寺に楠社創建を伝える。
- 1868年（明治元年）4月14日：神祇事務局、楠社創建は神祇事務局が統率することを上申。
- 1868年（明治元年）4月17日：広厳寺、墓碑は従前の通り広厳寺が管理し、新たな神社を設けるのならば、住野斎助を宮守に任ずことを建白。
- 1868年（明治元年）4月21日：太政官、神祇事務局に楠社創建を命じる。1000両の下賜を伝える。兵庫裁判所にも伝える。梅宮大社の上申、却下される。
- 1868年（明治元年）4月27日：太政官、徳川慶勝に楠公社創建について湊川に創建することを伝える。
- 1868年（明治元年）4月27日：楠社創建の寄付・援助についての布告。
- 1868年（明治元年）4月：徳川慶勝、湊川とは別にもう一社京都に創建することを建白。
- 1868年（明治元年）閏4月19日：水戸藩、楠社創建を水戸藩に一任するように上申。
- 1868年（明治元年）閏4月24日：尼崎藩、広厳寺の建白を弁事局へ通達。これを却下する。
- 1868年（明治元年）閏4月28日：広厳寺僧仙荘、社人とすることを請願。
- 1868年（明治元年）5月：神祇官、兵庫裁判所へ達
- 1868年（明治元年）5月23日：政府、尼崎藩と古河藩に湊川より生田川までの土地を上知させる。
- 1868年（明治元年）5月25日：京都河東操練場で楠公祭を行う。
- 1868年（明治元年）6月19日：政府、援助に関する布告。
- 1869年（明治2年）3月30日：京都の楠公社創建は取りやめになることが決定する。
- 1869年（明治2年）5月15日：楠公祭を湊川で行うことを決める。
- 1869年（明治2年）5月25日：湊川で楠中将霊祭を行う。
- 1869年（明治2年）6月17日：水戸藩の上申を却下。政府で楠社を創建することが確定する。
- 1869年（明治2年）：〈津和野藩、養老館に楠社を祀る。〉
- 1870年（明治3年）4月4日：〈兵部省、楠木正成らに贈位して招魂社に配祀することを上申する。〉
- 1870年（明治3年）5月25日：湊川で楠中将霊祭を行う。
- 1870年（明治3年）6月：政府、造営事務を兵庫県へ委任。
- 1870年（明治3年）：明治天皇、刀剣下賜。
- 1871年（明治4年）2月：社地の整地を始める。
- 1871年（明治4年）5月1日：楠社を湊川・宇治川間の産土神と定める。
- 1871年（明治4年）5月16日：吉田重蔵を造営掛にする。小野らを県の係員とする。
- 1871年（明治4年）5月20日渡辺新右衛門を造営掛りに任ず
- 1871年（明治4年）5月25日：湊川で楠中将霊祭を行う。藤波教忠が奉幣使として参列。
- 1871年（明治4年）6月：政府へ造営資金の追加支給を願う。
- 1871年（明治4年）：高松藩、墓所に燈籠1対を寄進。
- 1871年（明治4年）：石垣完成
- 1872年（明治5年）1月：本殿造営開始。
- 1872年（明治5年）3月4日：本殿、柱立。
- 1872年（明治5年）4月29日：湊川神社社名決定。別格官幣社に列格することが決まる。
- 1872年（明治5年）5月6日：本殿上棟式。
- 1872年（明治5年）5月24日：湊川神社、創建。遷霊祭。鎮座祭。別格官幣社に列格。
- 1872年（明治5年）5月25日：楠公祭。

### 創建後
- 1872年（明治5年）8月17日：末社楠本稲荷神社、社殿造営。
- 1872年（明治5年）9月23日：諸建物、完成。
- 1872年（明治5年）11月24日：社費神官については官幣小社に準じることが決まる。
- 1873年（明治6年）1月：大隈重信・江藤新平、燈籠を寄進
- 1873年（明治6年）4月28日：折田要蔵、初代宮司に任命される。
- 1873年（明治6年）5月5日：折田要蔵、東京両国に遥拝所を設けることを請願。
- 1873年（明治6年）6月19日：旧暦5月25日を太陽暦に換算して、この日を例祭とする。
- 1873年（明治6年）8月15日：折田要蔵、初代宮司に着任。
- 1873年（明治6年）9月：末社楠本稲荷神社、社殿造営。
- 1873年（明治6年）10月15日：末社楠本稲荷神社、遷座祭。
- 1874年（明治7年）7月12日：旧暦5月25日を太陽暦に換算して、この日を例祭とする。以後、これに従う。
- 1874年（明治7年）7月13日：初めて神幸祭が行われる。
- 1873年（明治8年）4月22日：〈折田要蔵、広田神社宮司を兼任する。〉
- 1876年（明治9年）9月21日：菊水天満神社、創建。
- 1877年（明治10年）1月28日：明治天皇京都行幸につき、勅使丸岡莞爾参向。
- 1877年（明治10年）12月10日：木曽源太郎、宮司就任。
- 1868年（明治元年）2月5日：折田要蔵、宮司就任。
- 1880年（明治13年）7月20日：楠木正成に正一位追贈。
- 1880年（明治13年）7月21日：墓前で報告祭。勅使丸岡莞爾参向。
- 1880年（明治13年）7月21日：明治天皇、行幸。
- 1880年（明治13年）8月2日：御祭神御贈位報告祭を臨時大祭として行う。
- 1882年（明治15年）2月13日：鷲尾武治、宮司就任。
- 1882年（明治15年）4月17日：折田要蔵、宮司就任。
- 1885年（明治18年）7月18日-22日：大楠公五百五十年祭。
- 1887年（明治20年）5月25日：この年より神幸祭をこの日に行う。
- 1890年（明治23年）4月5日：〈四条畷神社、創建。〉
- 1893年（明治26年）：菊水天満神社社殿改修。
- 1897年（明治30年）4月6日：楠木正行に従二位を追贈。
- 1897年（明治30年）11月13日：小野村胤信、宮司就任。
- 1899年（明治32年）11月9日、嘉仁親王（のちの大正天皇）、行啓。
- 1900年（明治33年）9月14日：〈宮城前に楠木正成像建立。〉
- 1902年（明治35年）4月28日：林源吾、宮司就任。
- 1902年（明治35年）5月24日：御鎮座30年祭。
- 1904年（明治37年）10月22日：拝殿東方にそれまでの活躍を祈念して伊藤博文の銅像が建てられる[1]。
- 1905年（明治38年）2月23日：甘南備神社創建の請願。
- 1905年（明治38年）5月13日：甘南備神社創建の許可。
- 1906年（明治39年）9月17日：甘南備神社社地地鎮祭。
- 1906年（明治39年）5月7日：甘南備神社起工式
- 1906年（明治39年）8月5日：上棟式
- 1906年（明治39年）9月5日：河内赤坂城にて大楠公夫人神霊勧遷
- 1906年（明治39年）9月22日：摂社甘南備神社、創建。
- 1907年（明治40年）：本殿改修。
- 1910年（明治43年）11月：楠本稲荷神社、改修。
- 1911年（明治44年）：〈南朝正閏問題、起こる。南朝を正統とする。〉
- 1914年（大正3年）9月9日：上月為蔭、宮司就任。
- 1914年（大正3年）1月24日：〈官国幣社以下神社祭祀令。〉
- 1914年（大正3年）11月19日：楠木正季に正三位追贈。
- 1915年（大正4年）5月8日：楠木正季追贈につき、報告祭。
- 1915年（大正4年）11月20日：宝物館完成。
- 1916年（大正5年）3月27日：田村市郎、楠公自筆法華経奥書1幅を奉納。
- 1916年（大正5年）4月5日：裕仁親王（のちの昭和天皇）、行啓。
- 1917年（大正6年）4月5日：楠公自筆法華経奥書1幅、旧国宝に指定。
- 1919年（大正8年）3月25日：境域改修奉賛会、設立。境内の改修事業をはじめる
- 1919年（大正8年）11月12日：大正天皇、神戸行幸につき、勅使参向。
- 1922年（大正11年）8月：菊水天満神社、末社と認定される。
- 1924年（大正13年）3月17日：菊池武吉に従三位追贈。報告祭。
- 1925年（大正14年）2月12日：長屋基彦、宮司就任。
- 1929年（昭和4年）6月7日：昭和天皇、行幸。
- 1930年（昭和5年）3月31日：青山重鑒、宮司就任。
- 1931年（昭和6年）12月10日：藤巻正之
- 1931年（昭和6年）12月12日：造営のため、仮殿遷座。
- 1931年（昭和6年）：境内改修、ほぼ終了。
- 1932年（昭和7年）5月2日：地鎮祭。
- 1933年（昭和8年）3月11日：立柱祭
- 1933年（昭和8年）3月17日：上棟祭
- 1934年（昭和9年）11月：建武中興600年記念祭。
- 1934年（昭和9年）4月3日-9日：正遷座大祭。
- 1935年（昭和10年）5月24日-29日：大楠公600年祭。
- 1937年（昭和12年）1月25日：殉節地に記念碑。
- 1938年（昭和13年）8月30日：600年記念祭に合わせて建造された大鳥居が崩壊[2]。
- 1939年（昭和14年）8月29日：後藤幸平、宮司就任。
- 1940年（昭和15年）11月10日：紀元2600年奉祝祭。
- 1940年（昭和15年）：尼崎藩主後裔桜井忠養、燈籠1対を寄進。
- 1941年（昭和16年）12月25日：建碑250年祭。
- 1942年（昭和17年）5月24日：鎮座70年祭。
- 1945年（昭和20年）3月17日：空襲により社殿など焼失。御神体楠本稲荷神社に遷座。
- 1945年（昭和20年）4月20日：神祇院、仮殿建設許可。補助金支給。
- 1945年（昭和20年）7月11日：仮殿遷座祭
- 1945年（昭和20年）7月12日：例祭
- 1945年（昭和20年）9月2日：大東亜戦争終息報告祭
- 1945年（昭和20年）12月25日：〈GHQ、神道指令を発表する。〉
- 1946年（昭和21年）2月1日：〈神社に関連する法令等、廃止。全ての神社は宗教法人となる。〉
- 1946年（昭和21年）2月2日：〈神祇院、廃止。〉
- 1946年（昭和21年）2月3日：〈神社本庁、設立。〉
- 1946年（昭和21年）2月22日：社域の大半を抹消する計画が出される。反対運動により中止。
- 1946年（昭和21年）4月18日：宮司後藤幸平、兵庫県神社庁庁長に就任。
- 1947年（昭和22年）7月3日：大楠公墓所、国の史跡に指定される。
- 1948年（昭和23年）3月29日：藤巻正之、宮司就任。
- 1948年（昭和23年）7月12日：湊川神社社殿復興境域改修奉賛会、結成。
- 1948年（昭和23年）：地鎮祭。
- 1950年（昭和25年）8月29日：法華経奥書、重要文化財に指定。
- 1951年（昭和26年）2月10日：起工祭
- 1952年（昭和27年）10月24日-25日：社殿再建。正遷宮。
- 1952年（昭和27年）10月26日：建碑260年祭。
- 1954年（昭和29年）3月25日：殉節地、史蹟指定。
- 1955年（昭和30年）7月11日：水戸光圀像、建立。
- 1956年（昭和31年）6月4日：吉田智朗、宮司就任。棟方志功、福田眉仙らによる拝殿天井画奉納。
- 1956年（昭和31年）9月22日：甘南備神社鎮座50年祭。
- 1962年（昭和37年）10月24日：鎮座90年祭。社殿復興10年祭。
- 1963年（昭和38年）：宝物殿、竣工。
- 1968年（昭和43年）4月21日：湊川神社創祀御沙汰100年祭。
- 1972年（昭和47年）：楠公会館、竣工。
- 1972年（昭和47年）4月：神能殿、竣工。
- 1972年（昭和47年）5月24日-26日：湊川神社鎮座百年祭。
- 1985年（昭和60年）5月：大楠公六百五十年祭。

## 前後の札所
神仏霊場巡拝の道
69 忉利天上寺　-　70 湊川神社　-　71 長田神社

## 交通
- 最寄駅：
  - JR神戸線「神戸駅」　北へ徒歩5分
  - 神戸高速線（阪急・阪神）「高速神戸駅」　東改札から地上へすぐ
  - 神戸市営地下鉄海岸線「ハーバーランド駅」　北へ徒歩7分
  - 神戸市営地下鉄山手線「大倉山駅」　南へ徒歩5分
- 駐車場：なし

## 備考
- 創建から間もない時期には境内に数多くの店舗が出店していたが、明治期から大正期の境域改修のために店舗の撤去が進められ、1935年（昭和10年）に境域改修は完了した[3]。
- 再度山（神戸市中央区）山頂近くに「湊川神社神苑」の石碑があるが、1938年（昭和13年）に行政所有の土地を神社に無償貸与する計画があった名残である[4]。神社で捧げ物とする米を収穫するための田などが拓かれる予定だったが、まもなく戦争が始まり、その後の経緯の詳細は不明であるが、再度山の石碑等と神社との直接の関わりはなくなっている[4]。
- X公式アカウントで『明治は、アジアを植民地支配していた西洋諸国の脅威を跳ね返し、日本の近代化を推し進めた時代でした。その時代を偲び、明治陛下の崩御後は、天長節（天皇陛下のお誕生日）から明治節とされました。』と発言。11月3日の発言

## 関連団体
- 兵庫県神社庁
- 神社本庁